# Sayago (España)

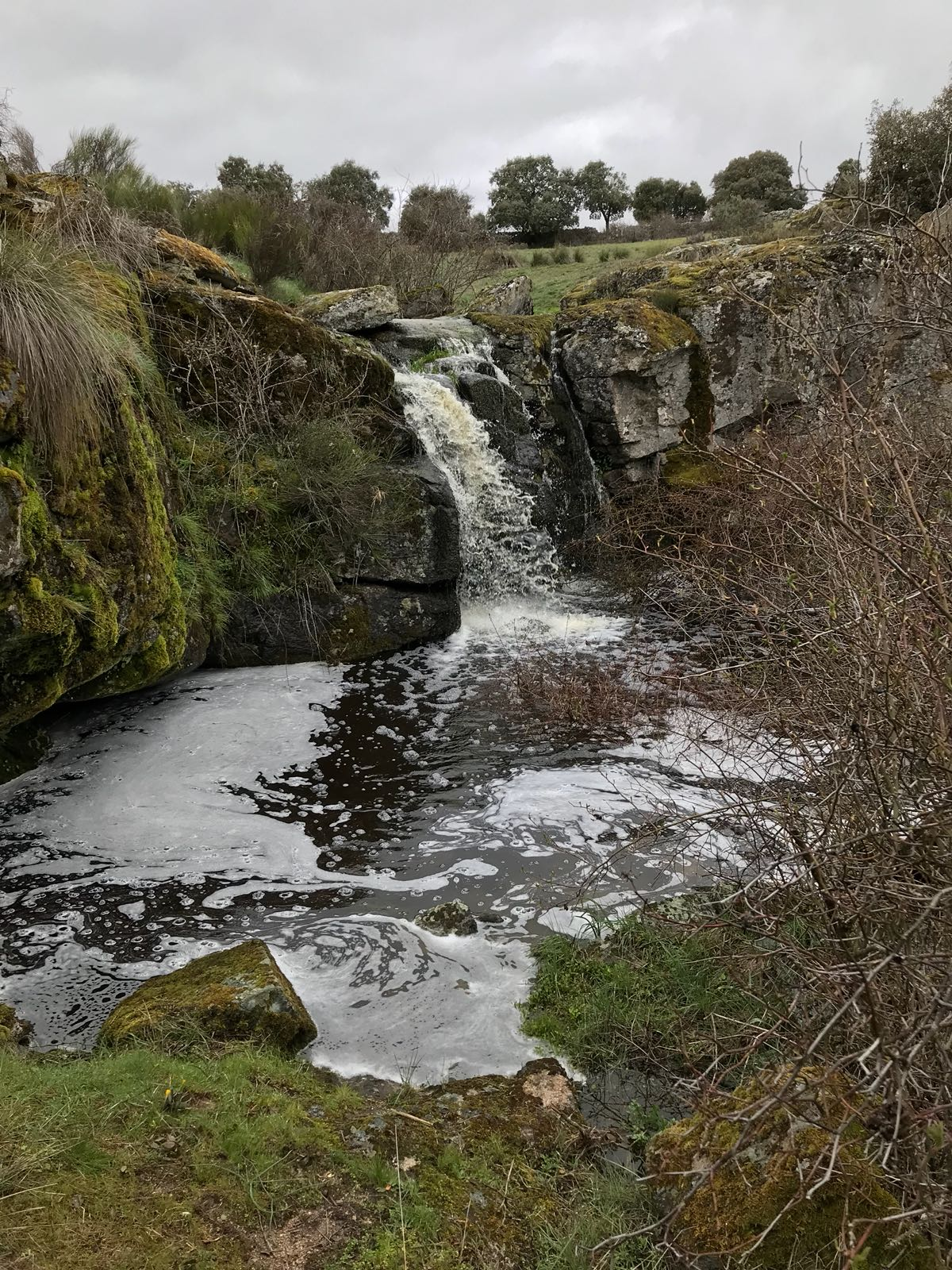
El Chorrio, cascada formada por el arroyo de la Rivera en Peñausende, a escasa distancia de su nacimiento en el cercano Teso Santo (985 m)

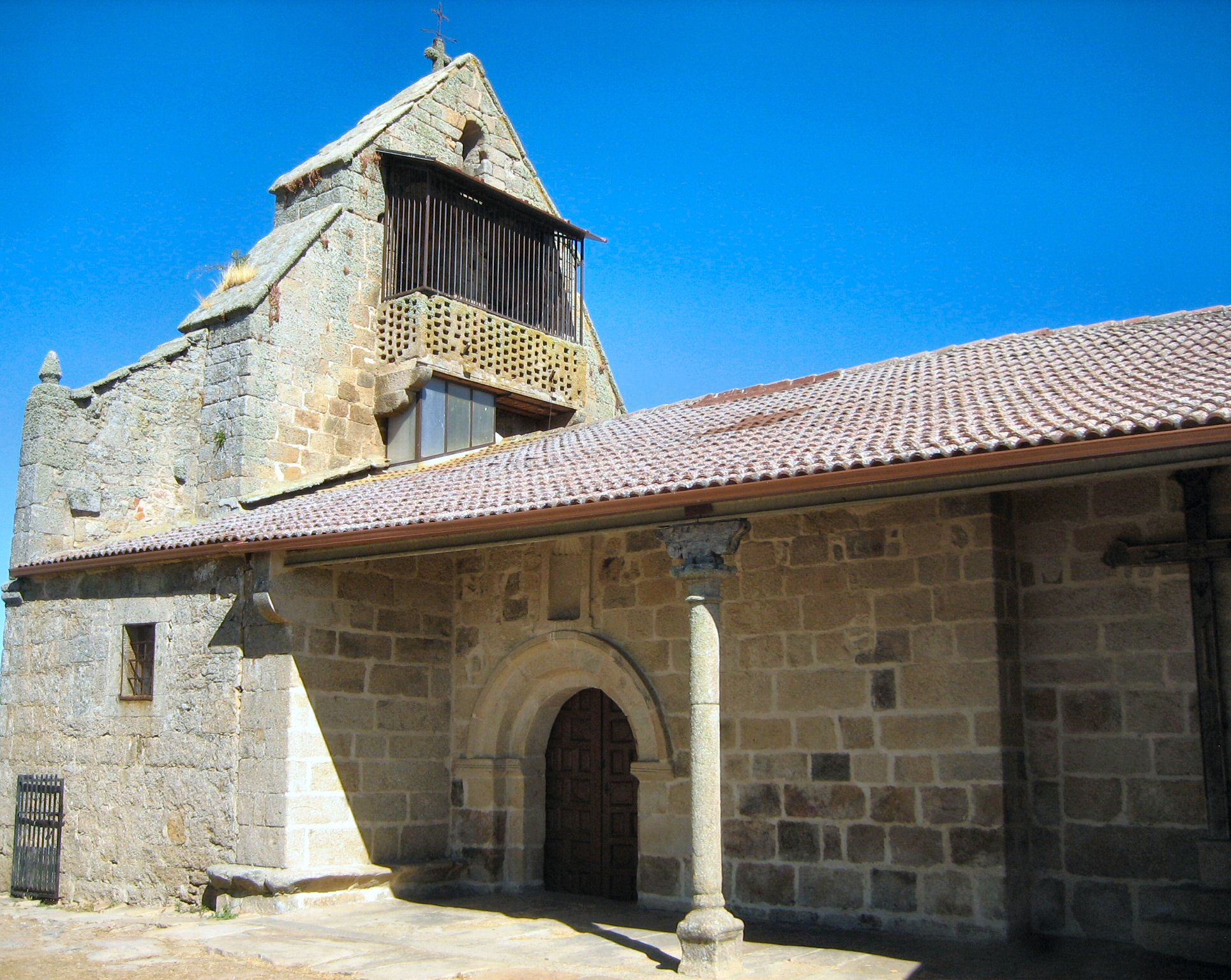
Iglesia de Nuestra Señora de los Ángeles en Villamor de la Ladre, románica como atestiguan su espadaña y los canecillos de su muro norte. En su interior guarda una imagen del de la Virgen sentada con el niño en su regazo. Frente a la iglesia se encuentra un crucero del, y a poca distancia, la ermita de Mediavilla, también de origen medieval

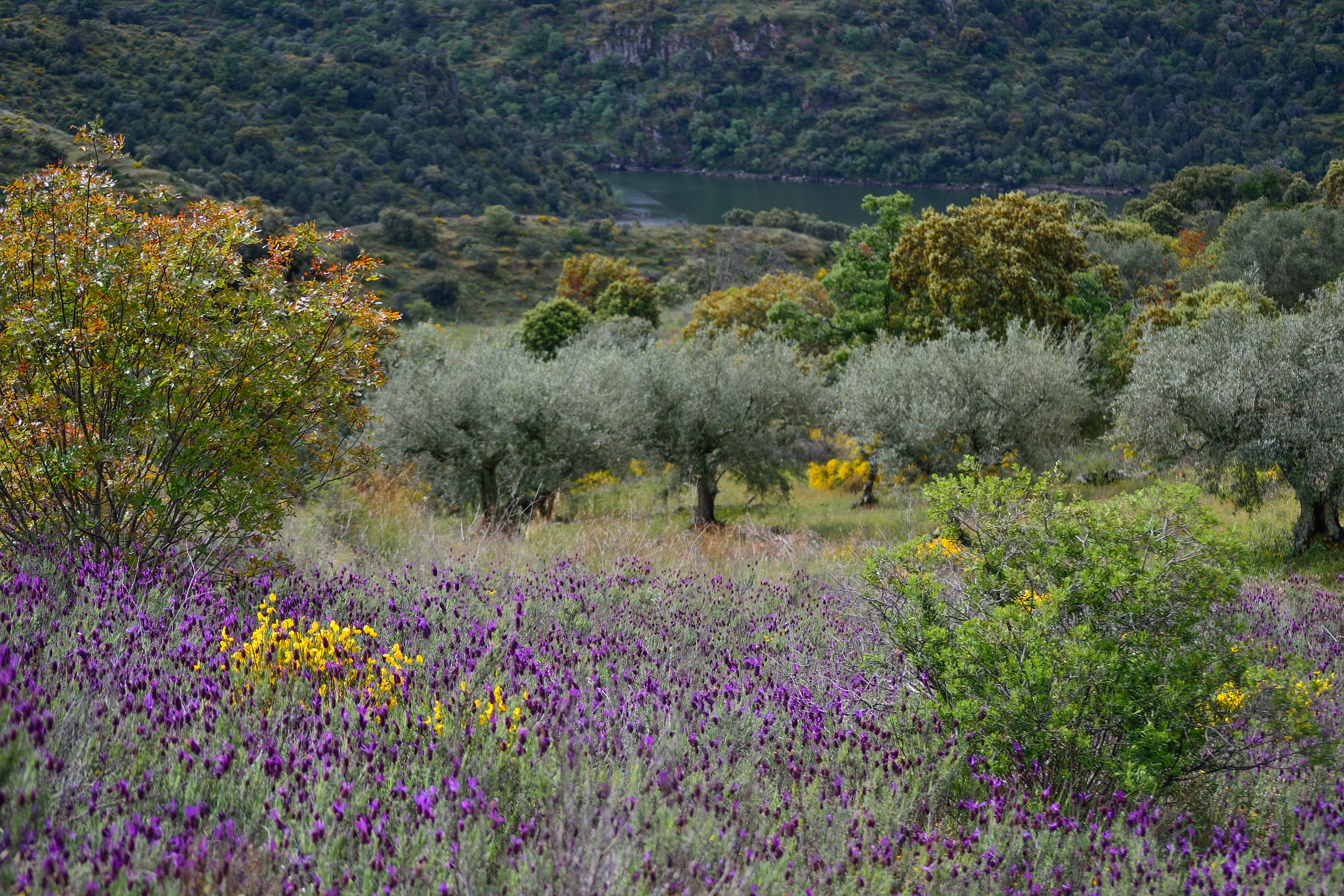
Paraje del Piélago, en Fermoselle, donde el Duero se ensancha hasta incluso en 240 m. Claro ejemplo de paisaje arribeño, en el que crecen los madroños, arces menores, jazmines, cerecillos silvestres, cornicabras y se cultivan los olivos

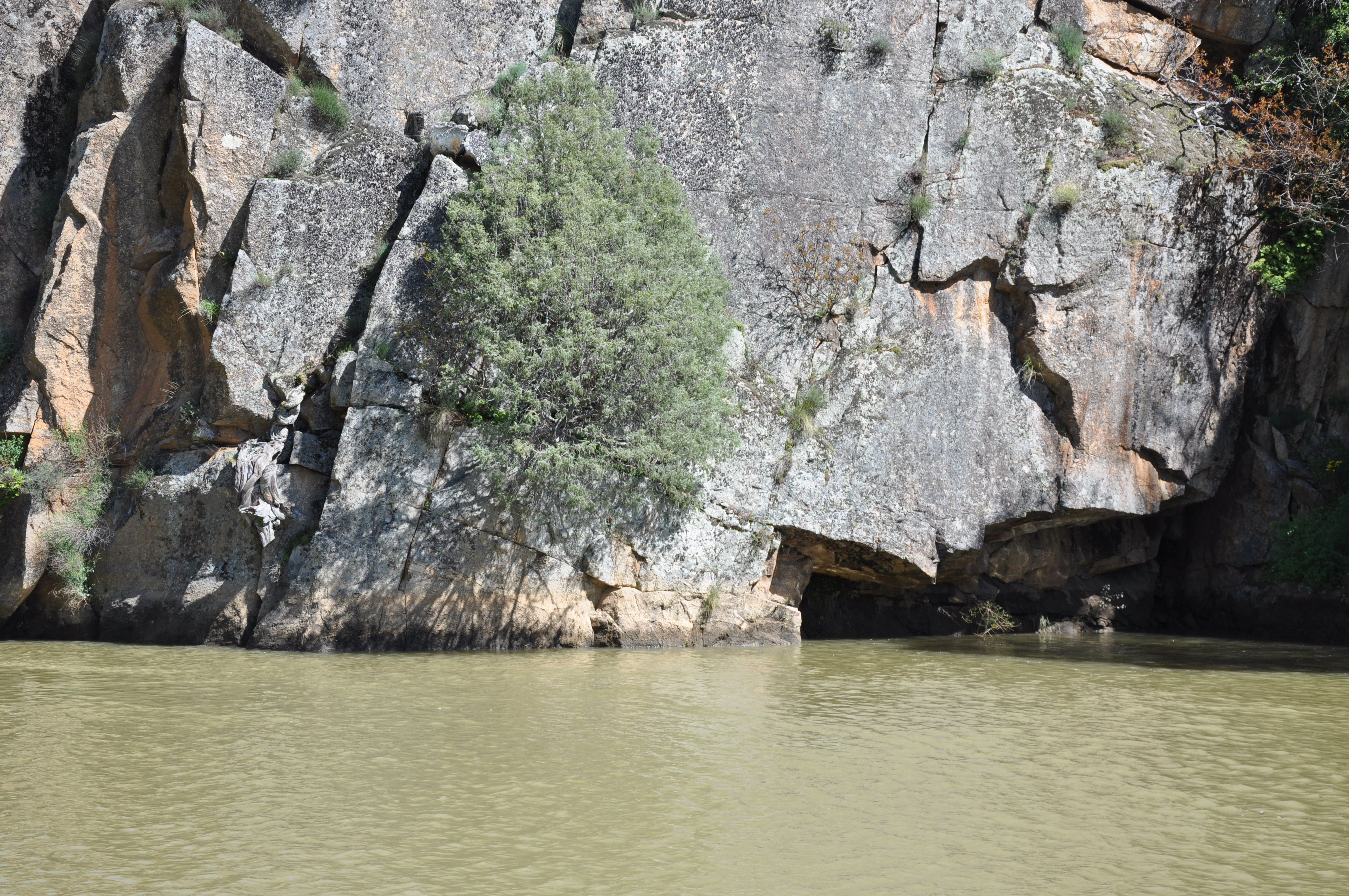
Durante millones de años, la erosión actuó sobre la antigua montaña sayaguesa, arrasándola y convirtiéndola en una penillanura, donde destaca el tajo de los arribanzos del Duero y del Tormes, con desniveles de hasta 300 metros

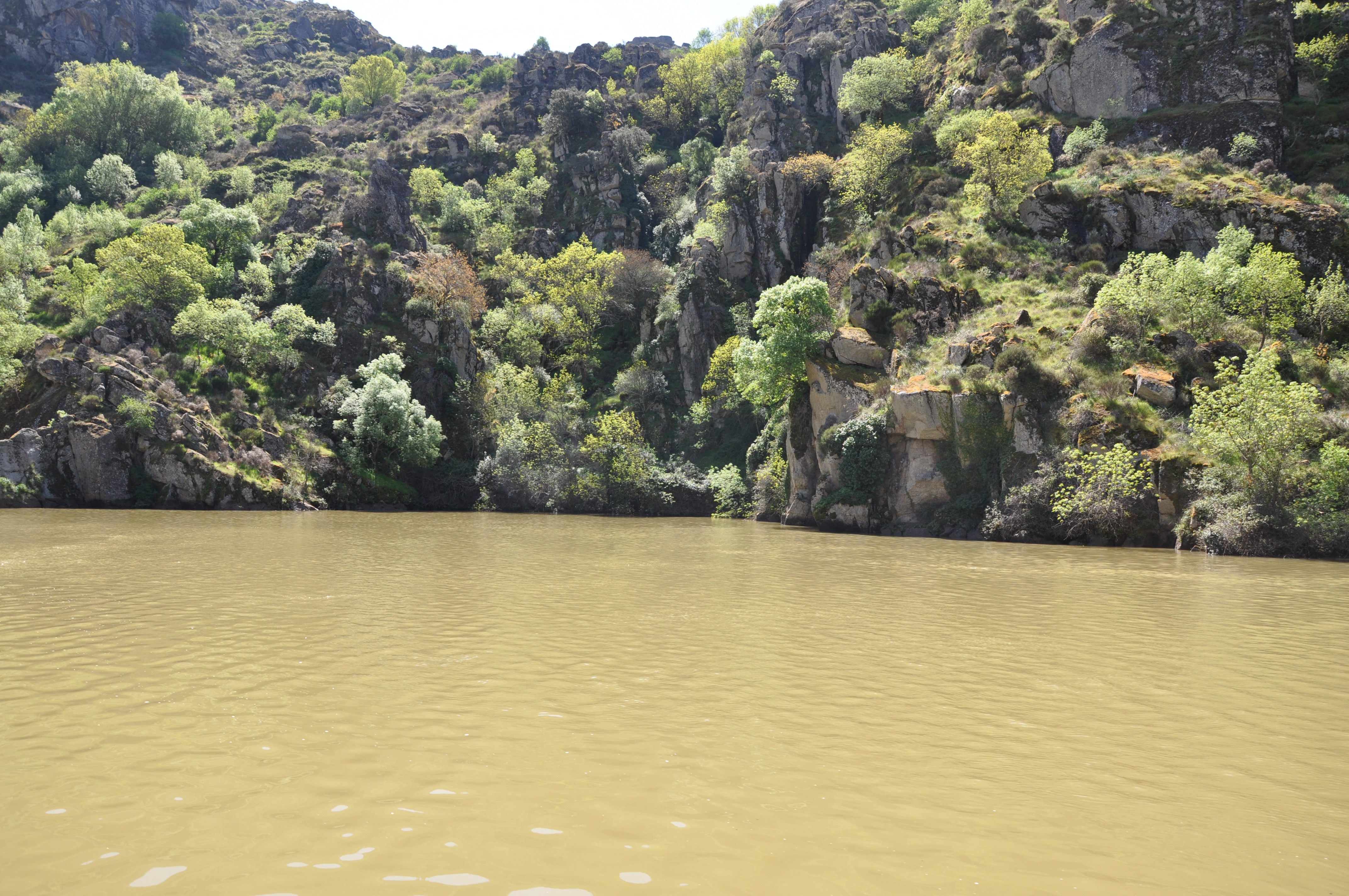
Las diferentes alturas, exposiciones al sol y humedades del arribanzo, favorecen una gran variedad de hábitats

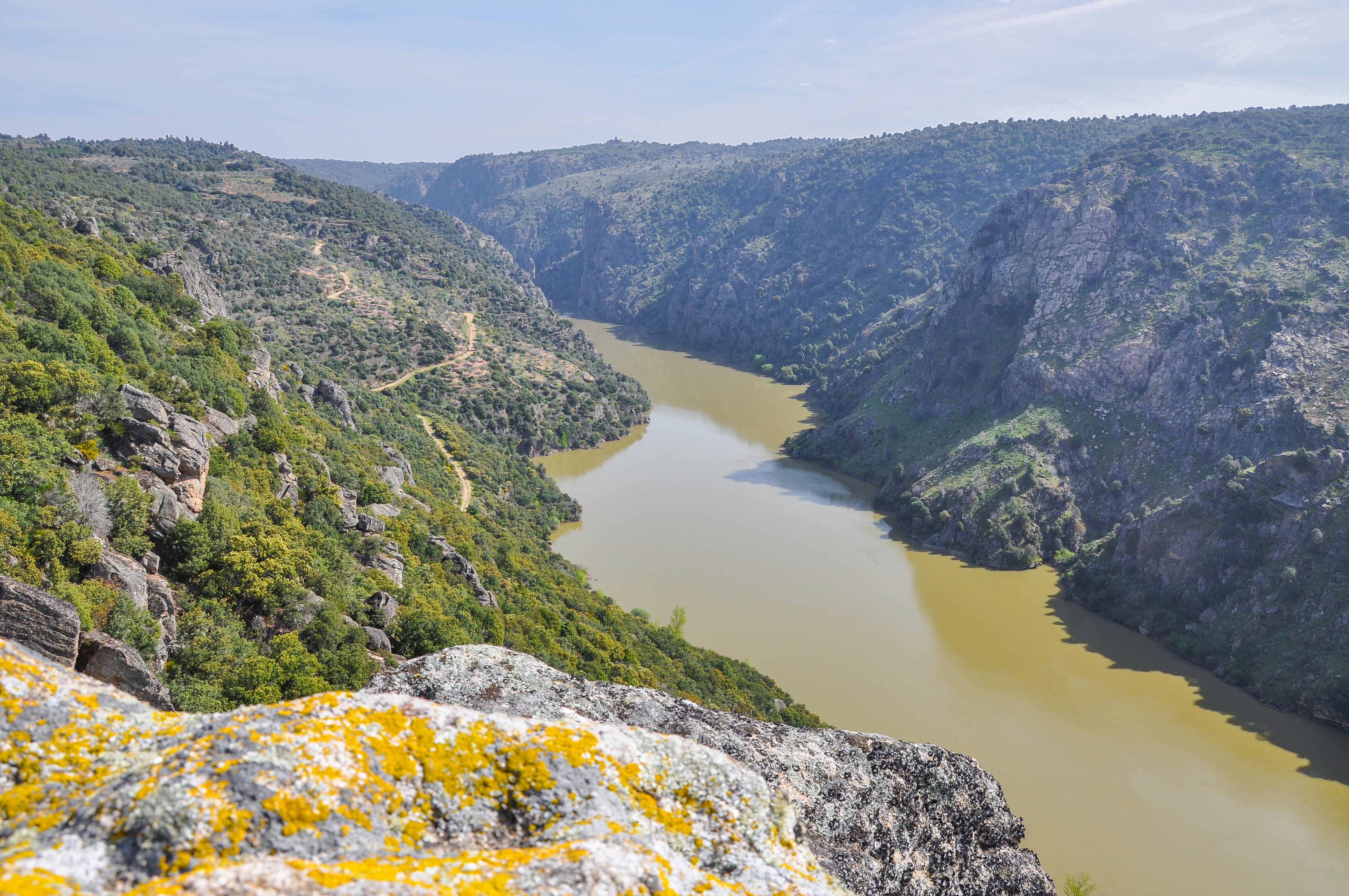
Los arribes del Duero vistos desde el mirador portugués de Freixiosa, cerca de Mámoles

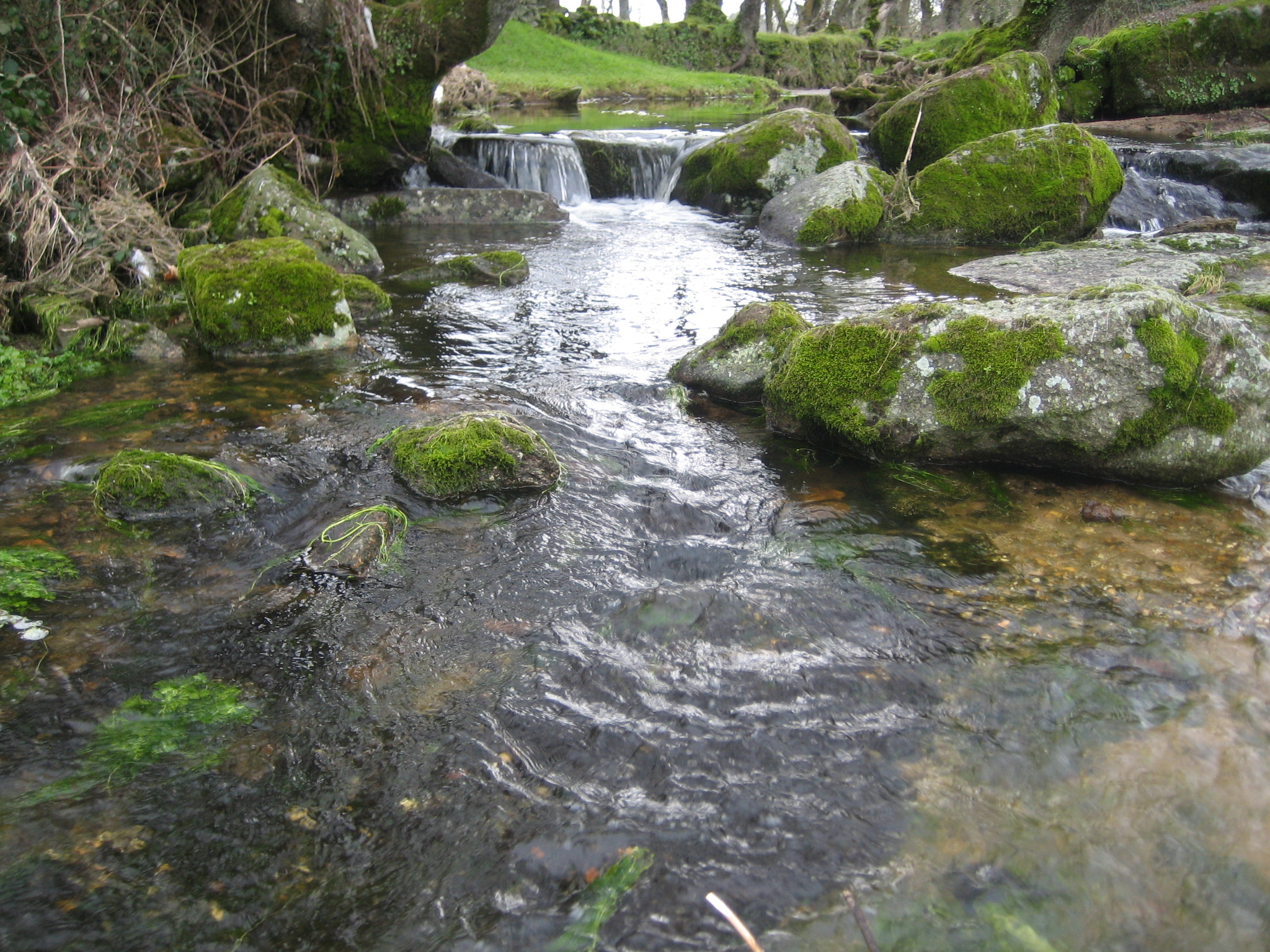
Rivera de Tudera. Los arribes cuentan con una extensa red de riveras, arroyos y regatos estacionales que rinden sus aguas a los diversos ríos de la zona. Sobre ellos se asienta un importante legado etnográfico formado principalmente pontones, puentes y molinos

Sayago (en sayagués Seyagu) es una comarca española de la provincia de Zamora, en la comunidad autónoma de Castilla y León.
Ocupa un territorio de 1484,6 km², en gran parte flanqueado y aislado por profundas gargantas, hoces y tajos excavados por el Duero y el Tormes. En 2017, su población era de 8184
habitantes, lo que indica una densidad de población de 5.51 hab/km², una de las más bajas del territorio nacional.
La diversidad de su paisaje sorprende a cada paso al visitante, en especial, los imponentes berrocales de peñas con formas caprichosas, cuya presencia aumenta a medida que nos alejamos del este ceralista y nos acercamos al oeste del arribe y de la raya con Portugal. Alcornoques, encinas, quejigos y robles, junto con matorral bajo de cantuesos, escobas, jaras y piornos se abren paso entre las rocas, cubriendo muchas de sus tierras, mientras que los enebros bordean las riberas de los ríos o los fresnos y negrillos las cristalinas riveras. Sus pueblos conservan aún su arquitectura tradicional propia e inconfundible, en el que la piedra juega un papel predominante, tanto en la edificación de viviendas mediante el sistema de mampostería careada, como en el cerramiento de mampostería en seco del cinturón de fincas que circundan sus característicos cascos urbanos, y que los sayagueses denominan cortineo.
Esta comarca cuenta con un notable sentimiento de identidad, dadas las afinidades geográficas, económicas, sociales e históricas de los municipios que la conforman. Sin embargo, no cuenta con un ente administrativo que lo represente y gestione, motivo por el que la mayor parte de sus municipios se integran en la mancomunidad Sayagua, en cuanto que esta es la única fórmula legal que les permite optimizar de forma colectiva la gestión de algunos servicios públicos municipales.

## Toponimia
La palabra Sayago tiene una posible relación con los yacimientos mineros de época céltica, pudiendo derivar de la palabra céltica Salliacum. Sus formas medievales serían: Saliago, Salago, Salagu y Sayago.
También se relaciona con sayo, sayal, capa o sagum celtibérico y lusitano de color pardo, buriel o vellorí de las ovejas llamadas negras. Se pagaban como tributos por los vencidos celtíberos a las tribus romanas. Con el 'paño sayal' se confeccionaron (hasta finales del siglo XIX, principios del XX), todas las prendas externas de la indumentaria sayaguesa.
Otros autores buscan el origen de Sayago en el antiguo reino de Sabaria o Sibaria, en tanto que:

Según el texto de San Isidoro, Sabaria ab eo omnis devita est; y más claramente, según el Bidiacense, que llama provincia de Sabacia y Sabua a sus habitantes, que en otros códices se escriben Sagos, es muy regular que si ésta fue la Sibaria de Antonio, venga de aquí el nombre de Sayago y Sayagueses.

Su nombre podría ser la forma leonesa de Sanctus Iacobus (Santiago).
Algunos autores resaltan el posible origen árabe del término Sayago. En este sentido, Pérez Viñuela indica que:

En relación con los nombres de los pueblos de posible origen árabe debemos fijar nuestra atención en todos los que están formados por tres consonantes ya que la mayoría de los nombres, adjetivos y verbos árabes son de raíz triconsonántica y le dan escasa importancia a las vocales, y dentro de éstos a los que además tengan sólo las vocales, a, i, u, sin olvidarnos de los que empiecen por ar. Creemos que existen topónimos procedentes de la lengua árabe antigua, es decir, anterior a la clásica que es la que se habla en la actualidad, como: Sayago, Ganáme, etc. que derivan de nombres propios o de la característica destacada del terreno. Hay otros más claramente procedentes del árabe clásico, como: Almeida y Alfaraz. Peñausende es de origen germánico, y significa Peña de Gusende; Sayago, parece que significa valiente; Ganáme, Oveja; Almeida, la mesa de comer y Alfaraz y Fariza, significan caballero. Si le quitan a Alfaraz el al, que es el artículo, les quedan las mismas consonantes, en árabe se lee fariz que es caballero. Estas dos últimas han seguido la misma evolución que en el español la palabra caballero.

Según la RAE, el término sayagués tiene las siguientes acepciones:
- Natural de Sayago.
- Perteneciente o relativo a este territorio de la provincia de Zamora, en España.
- Se decía de las personas toscas y groseras.
- Habla arrusticada que se finge dialecto leonés de la comarca de Sayago, utilizada por personajes villanescos en el teatro español de los siglos XV al XVII.

El refranero se refiere al sayagués con dichos como:

- «Al sayagués, ni le quites ni le des. Si le das, no lo agradece; si le quitas, no lo merece.»
- «Al sayagués, ni le quites ni le des. No le quites que no lo merece. No le des que no lo agradece.»
- «El sayagués modorro es.»
- «El sayagués por el interés.»
- «Pantalón de pana, remiendo al culo, sayagués seguro.»
- «Si el sayagués come gallina, malo el sayagués o mala la gallina.»
- «Sayaguesa modorra, fina como una zorra.»

El gentilicio de los naturales de esta comarca es sayagués.

## Geografía
Enclavada al suroeste de la provincia de Zamora, las arribas o acantilados originados por el río Duero lo han aislado históricamente por el norte de las comarcas de Tierra del Pan, Tierra de Alba y Aliste. Este obstáculo natural, durante siglos insalvable, comienza en la esquina noreste de la comarca de Sayago, en el término de San Román, lugar en el que el río describe un enorme meandro, para continuar posteriormente por los términos de Arcillo, Abelón, Moral, Moralina y Villadepera. En este último municipio, y tras alcanzar Portugal, el Duero hace un notable giro de noventa grados, comenzando desde ese momento su tramo internacional.
Por el oeste, las arribas o acantilados aún más recrudecidos por la fuerza erosiva del Duero, aislaron de forma más severa el territorio de Sayago e impidieron una mayor fluidez en el intercambio cotidiano con la vecina Portugal. La grandiosidad de los cortados originados por el Duero, ha sido sin embargo aprovechado para la creación durante el siglo XX de una serie de centrales hidroléctricas, conocidas en su conjunto con el sobrenombre de Saltos del Duero, todas ellas surgidas gracias a los compromisos internacionales alcanzados entre España y Portugal. El aislamiento, sin embargo, trajo consigo que en esta comarca perduraran hasta nuestros días las características propias de un espacio natural privilegiado, en el que destaca sobremanera la belleza agreste de su paisaje granítico y su rica y variada fauna y flora, motivos por los que esta franja territorial ha sido objeto de protección tras la constitución del denominado parque natural de Arribes del Duero. Delimitando este costado sayagués sobre el río, se encuentran los términos de Torregamones, Badilla, Cozcurrita, Fariza, Mámoles, Palazuelo, Fornillos, Pinilla y Fermoselle, este último situado en la esquina suroeste de la comarca de Sayago y de la propia provincia de Zamora.
Nuevamente un accidente geográfico generado por un río, el Tormes y su embalse el Almendra, es quien perfila el frente sur de la comarca de Sayago, separándola de la vecina provincia de Salamanca. Este paisaje, muy similar a los anteriores, también está formado por profundas gargantas, más estrechas, acordes al caudal transportado. Desde Dos Aguas en Fermoselle, paraje en el que desemboca el Tormes en el Duero, el límite comarcal lo van definiendo los términos de Cibanal, Salce, Roelos, Carbellino, Alfaraz y Moraleja.
Finalmente, el este comarcal, a diferencia de los anteriores costados, no presenta ningún accidente geográfico que dificulte geográfica, histórica, cultural y económicamente el intercambio con los pueblos vecinos, en este caso de la Tierra del Vino y de la salmantina Tierra de Ledesma. La línea comarcal quedaría perfilada con los términos de los pueblos de Moraleja, Peñausende, Cabañas, Pueblica de Campeán y, por último, San Román.
Sayago, a su vez, se divide en las subcomarcas de Alto Sayago y Bajo Sayago. De ellas, la última se circunscribe a las localidades más próximas a Portugal y en su mayor parte incluidas dentro de la zona conocida como los arribes del Duero.

### Geología
La comarca es una penillanura de altura uniforme, en torno a los 800 m, con dos excepciones:
- Al oeste, en los arribes del Duero, donde el Duero se encajona hasta en 400 m por debajo del nivel de la penillanura en algunos tramos,[9] en cuyas paredes se ofrecen numerosos miradores. El punto menos elevado de la comarca (y de la provincia de Zamora) se halla en la punta suroeste de la comarca, en Fermoselle, donde se alcanzan los 330 m en el paraje conocido como Barca de Murcena,[10] que fue uno de los principales pasos sobre el Duero desde la Edad Media hasta mediados del siglo XX.[11][12]

- Al sureste, donde se alcanzan los 984,316 m en el paraje del Teso Santo de Peñausende,[13] punto más elevado de la comarca, lo que le convierte en uno de los principales miradores de Sayago, junto a los mencionados miradores de los arribes, y el cercano paraje del Castillo (también de Peñausende), este último denominado así por contener una fortaleza que, durante siglos, perteneció a la Orden de Santiago, y de la que hoy en día se conservan restos.

Salvadas estas dos excepciones, el relieve comarcal consiste en una superficie de suaves y ondulados cerros de modesto resalte que van a marcar las líneas divisorias entre las riveras existentes según las alineaciones de los cerros, altos o tesos. Dichas riveras cesan de correr con la llegada del calor en el mes de junio dejando en su cauce pozas o cadozos.

### Hidrografía
Las alineaciones de sus cerros van a delimitar en Sayago dos vertientes distintas hacia los dos ríos que lo enmarcan, Duero y Tormes. Así la alineación Teso Santo en Peñausende y Llucha en Villadepera origina una serie de riveras que nacen en sus inmediaciones y concluyen en la parte más septentrional del río Duero a su paso por la comarca. Algunas de ellas son la rivera de Judiez, de Mogatar, de Pueblica o de Fresno. Todas ellas se caracterizan por un curso lento a través de valles hasta su final precipitación en forma de cascada.
Al otro lado de esta alineación, surgen riveras muy similares a las anteriores pero que vierten sus aguas en el Tormes. Todas ellas son de curso lento, profundamente encajadas en sus desembocaduras, como la de La Moraleja, Belén de Almeida, Suelgas de Villamor y la de Pelazas. Todas ellas originan vistosas cascadas como las de Abelón, Arcillo, Mámoles, Villardiegua y Fariza-Cozcurrita.
El curso alto de las riveras ha permitido el riego de las huertas en los pueblos por los que pasan y el de su curso bajo, encajonado en ocasiones entre berrocales, ha sido testigo de los tradicionales molinos, hoy derruidos en su mayoría.
Todas las riveras sayaguesas dejan de correr en junio, con la llegada del calor, dejando sólo en su cauce pozas o cadozos con abundantes ranas, sardas y tencas.
Respecto al Duero, a su paso por Zamora inicia un proceso erosivo que en Sayago se hace más patente, tras su llegada a San Román y Pereruela, donde el encajonamiento es ya profundo. En el término de San Román se construyó la Presa el Porvenir. Frente a la raya de Abelón y Moral se le une el río Esla por la derecha. Entre Moral y Villalcampo se construyó una nueva presa hidroeléctrica. De los acuerdos hispano-lusos surgieron nuevas presas como las de Castro, Miranda de Douro, Picote, Bemposta, Saucelle y Aldeadávila.
El Tormes sirve de frontera natural entre el Sayago zamorano y Salamanca, pasando por los términos de Carbellino, Roelos, Salce, Cibañal y Fermoselle, donde se une al Duero, tras haber formado profundos tajos en el subsuelo granítico, especialmente a partir de la presa de Almendra, cuya construcción supuso la pérdida del pueblo de Argusino y de tierras de los pueblos ahora ribereños.

### Clima
El clima de la penillanura de Sayago es mediterráneo continentalizado. Las heladas son frecuentes a nivel comarcal, siendo el periodo frío de unos seis o siete meses que empezarían en octubre o noviembre y acabarían en mayo o junio. Las primaveras y otoños son muy cortos. En general, el índice pluviométrico es bajo a lo largo del año, excepto los meses de invierno.
Los arribes, sin embargo, muestran un clima mediterráneo, con escasa influencia atlántica, presentando inviernos suaves con ausencia de heladas en las zonas bajas y veranos calurosos. Consecuencia de esta privilegiada situación es que, como media, puede calcularse que supera en 5 grados la temperatura del resto de Sayago.

## Administración y política

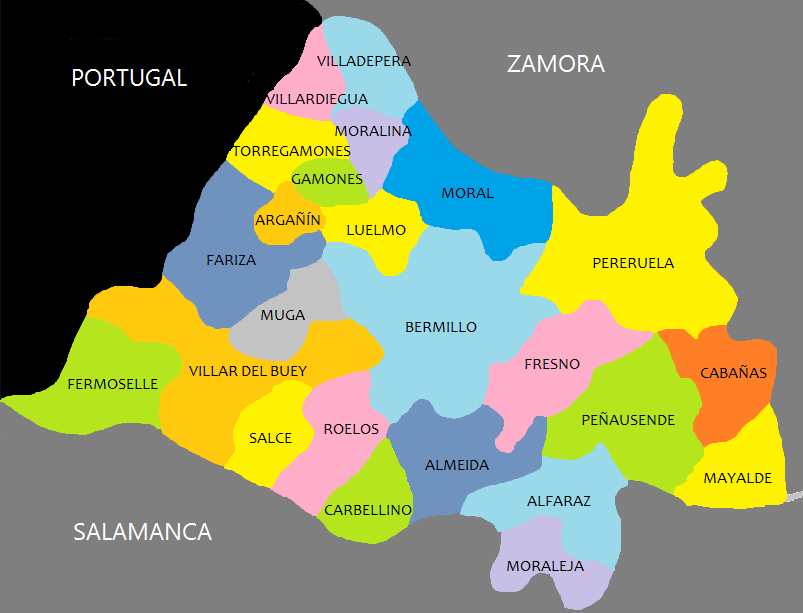
Municipios pertenecientes a la comarca de Sayago

Esta comarca, a pesar de su gran sentido de identidad, con características geográficas, económicas, sociales e históricas afines, no cuenta con el necesario reconocimiento legal para su desarrollo administrativo, lo que ha llevado a sus municipios a organizarse en mancomunidades como única fórmula legal que les permite la optimización de la gestión de algunos servicios públicos municipales.

### Municipios
Sayago está dividida en 24 municipios que, a su vez, incluyen 35 pedanías, lo que da un total de 59 núcleos de población. La comarca ocupa una superficie de 1484,6 km² y cuenta con una población de 8354 habitantes (INE 2016), arrojando por tanto una densidad de población de 5,63 habitantes por kilómetro cuadrado.
La tabla adjunta indica la relación de ayuntamientos, indicando la superficie del término municipal en kilómetros cuadrados, el número de habitantes y las pedanías o anejos de cada municipio:
| Municipio                 | Superficie (km²) | Habitantes (INE-2017) | Núcleos de población (población entre paréntesis INE-2017) |
| ------------------------- | ---------------- | --------------------- | --- |
| Alfaraz de Sayago         | 73,02            | 136                   | Alfaraz de Sayago (83), Viñuela de Sayago (53) |
| Almeida de Sayago         | 76,37            | 479                   | Almeida de Sayago (453), Escuadro (26) |
| Argañín                   | 12,64            | 79                    | Argañín (79) |
| Bermillo de Sayago        | 189,55           | 1057                  | Bermillo de Sayago (487), Fadón (52), Fresnadillo (84), Gáname (91), Piñuel (70), Torrefrades (139), Villamor de Cadozos (75) y Villamor de la Ladre (59)                                           |
| Cabañas de Sayago         | 49,77            | 157                   | Cabañas de Sayago (157) |
| Carbellino                | 32,79            | 200                   | Carbellino (200) |
| Fariza                    | 90,40            | 529                   | Fariza (197), Badilla (85), Cozcurrita (26), Mámoles (34), Palazuelo de Sayago (81), Tudera (44) y Zafara (62)                                                                                      |
| Fermoselle                | 68,13            | 1262                  | Fermoselle (1262) |
| Fresno de Sayago          | 64,51            | 193                   | Fresno de Sayago (122), Mogátar y Los Maniles (71) |
| Gamones                   | 13,49            | 98                    | Gamones (98) |
| Luelmo                    | 36,34            | 158                   | Luelmo (131), Monumenta (27) |
| Mayalde                   | 43,71            | 196                   | Mayalde (196) |
| Moral de Sayago           | 67,04            | 269                   | Moral de Sayago (170), Abelón (99) |
| Moraleja de Sayago        | 33,70            | 262                   | Moraleja de Sayago (262) |
| Moralina                  | 20,90            | 276                   | Moralina (276) |
| Muga de Sayago            | 36,42            | 351                   | Muga de Sayago (351) |
| Peñausende                | 95,02            | 410                   | Peñausende (316), Tamame (71) y Figueruela de Sayago (23) |
| Pereruela                 | 160,69           | 559                   | Pereruela (269), Arcillo (22), La Cernecina (14), Las Enillas (12), Malillos (42), Pueblica de Campeán (29), San Román de los Infantes (15), Sobradillo de Palomares (76), Sogo (40) y La Tuda (40) |
| Roelos                    | 54,99            | 165                   | Roelos (165) |
| Salce                     | 34,86            | 102                   | Salce (102) |
| Torregamones              | 37,07            | 286                   | Torregamones (286) |
| Villadepera               | 30,11            | 220                   | Villadepera (220) |
| Villar del Buey           | 134,23           | 606                   | Villar del Buey (255), Cibanal (81), Pasariegos (57), Formariz (101), Fornillos de Fermoselle (60) y Pinilla de Fermoselle (52)                                                                     |
| Villardiegua de la Ribera | 28,85            | 134                   | Villardiegua de la Ribera (134) |

El listado no incluye al antiguo municipio de Argusino cuyo término fue anegado, el 17 de septiembre de 1967, por el embalse originado tras la construcción de la presa de Almendra. Su territorio pasó a formar parte del término municipal de Cibanal y este último, a su vez, posteriormente se integró en el municipio sayagués de Villar del Buey.

### Mancomunidades
La mancomunidad es una asociación libre de municipios, dentro del marco jurídico autonómico y nacional, que crea una entidad local superior y a la que los municipios asociados delegan parte de las funciones o competencias que la ley les atribuye, al objeto de que preste a sus miembros un servicio público conjunto. En Sayago, la mayor parte de sus municipios está adheridos a la mancomunidad de Sayagua y de forma minoritaria a la de Tierra del Vino.

## Demografía
Entre 1998, año en el que el padrón de municipios españoles comenzó a publicarse de forma anual, y 2017, se ha producido un descenso importante de la población en la comarca de Sayago, desde los 11 335 habitantes en 1998 a tan sólo 8184 en 2017, lo cual supone un descenso del 27,8% en un periodo de 19 años.
| Evolución de la demografía de Sayago entre 1998 y 2017           |                                                                  |
| ---------------------------------------------------------------- | ---------------------------------------------------------------- |
| Gráfico no disponible temporalmente debido a problemas técnicos. |                                                                  |
| Fuente:Instituto Nacional de Estadística                         |                                                                  |
| Gráfica elaborada por: Wikipedia                                 |                                                                  |
|                                                                  | Gráfico no disponible temporalmente debido a problemas técnicos. |

## Historia

### Prehistoria
En Sayago ha habido asentamientos humanos desde la prehistoria. Su territorio sufrió el gélido clima de las cuatro glaciaciones, especialmente la última, la Wurm de hace más de 20 000 años. No obstante, y a pesar de esta climatología tan adversa, existieron asentamientos humanos en las terrazas orientadas al sur del Tormes —especialmente en Roelos— y en las cuevas naturales de este río y del Duero. Entre otros refugios, son conocidos los de la cueva de Valcuevo de Torregamones, la Fisga del Diablo en Fariza, el Buraco del Diablo en Fermoselle, la Casa del Grelo en Mámoles, los Hociles de Pereruela y la Cueva de los Moros en Almeida.
Las herramientas de esta etapa fueron de piedra, perfiladas mediante percusión en núcleos de cuarcita, con las que elaboraron las herramientas necesarias para la caza, defensa y restantes necesidades. En el término de Roelos han aparecido algunos de estos utensilios, como hachas unifaciales y bifaces achelenses de forma almendrada.
Durante el neolítico aparecerían los primeros asentamientos definitivos, generalmente situados en las zonas más elevadas por su fácil defensa y visibilidad para la vigilancia del ganado. De esta época sería el desaparecido dolmen que se encontraba junto a la ermita de la Virgen del Castillo en Fariza Otro dolmen, que ha perdurado, es el de Torregamones.
Los autores vienen a coincidir en la tardía revolución neolítica de Sayago, principalmente por las infranqueables barreras de los ríos Tormes y Duero. Esta idea hace pensar que también fue tardía la llegada a Sayago de los metales, de los que se han encontrado hallazgos aislados, como una pieza de cobre en el dolmen de Almeida o la alabarda de la cultura campaniforme en Fariza

### Cultura celta

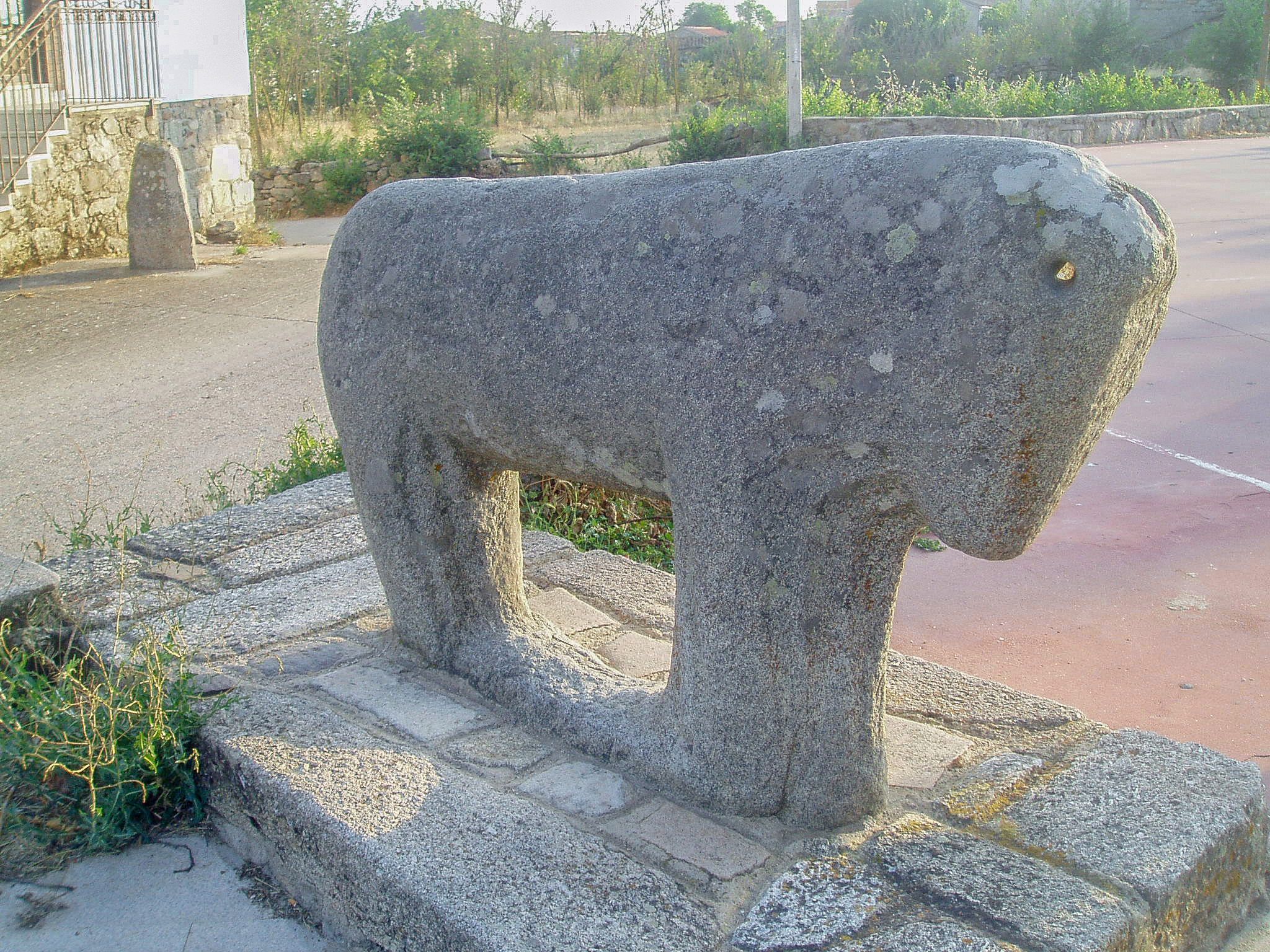
Mula vetona de Villardiegua

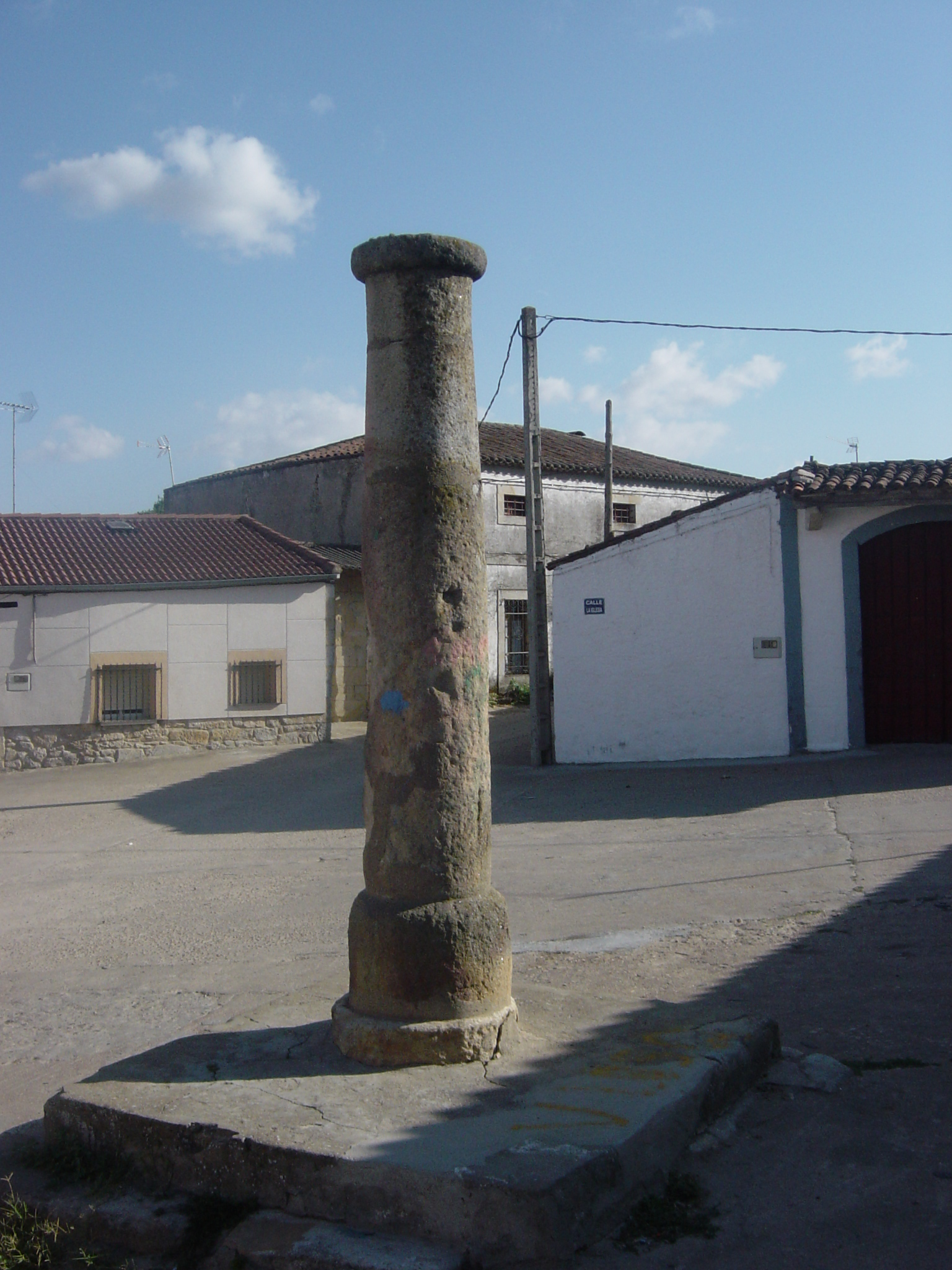
Rollo de Peñausende

Sayago fue un territorio vetón, pueblo que se instaló en esta comarca a partir del siglo V a. C. aunque también existen dudas sobre la posible presencia de asentamientos vacceos. Ambos son pueblos fuertemente influenciados por las culturas indoeuropeas que llegaron a la península ibérica en las migraciones que se produjeron desde Centroeuropa a partir del primer milenio antes de la era común.
El legado de esta época es mucho más preciso que el de la anterior y cuenta con dos iconos representativos como son el verraco de Villardiegua de la Ribera y la diosa Bane de la dehesa de Paredes en Fresno de Sayago. De esta época son los restos de los castros que en Sayago son relativamente abundantes pero de pequeñas dimensiones. Al igual que los castros de otras zonas, se encuentran generalmente ubicados en lugares estratégicos, elevados, cercanos a manantiales, protegidos por defensas naturales como acantilados o cursos de agua y defendidos en la parte accesible por fuertes murallas, algunas con piedras hincadas delante de las mismas. Los más representativos son:
- En el límite del río Duero: Los Castillos (Pereruela), San Amede, San Mamed o Peña Redonda (Villardiegua), Torrieca del Castiello (Torregamones), Las Fraguas (Cozcurrita), Castrilluzos y Virgen del Castillo (Fariza), El Castiello (Mámoles), El Castro (Fornillos), Ermita de San Miguel (Pinilla), El Castillo, La Botija, Tabanera y Olleiros (Fermoselle).
- En el límite del río Tormes: El Castillo (Carbellino), El Berrocal de Rita Becerro (Roelos), Castillo Romero, Castillo Montalbán, Orretanas y Rincón de las Cabañas (Fermoselle).
- En el interior de la comarca: el Castillo (Peñausende), teso de Bárate (Pereruela-Malillos) y Peñas de Santa Úrsula (Almeida). Además nos llegan testimonios a través del topónimo El Castillo como en el caso de Roelos y Salce, utilizados para designar zonas de su cascos urbanos, o como en Las Enillas, Mogátar, Tamame, La Tuda y Sobradillo, donde se utiliza para nombrar a alguno de sus parajes.

### Cultura romana
Más profunda y decisiva fue la huella romana en Sayago, aunque existen dudas sobre si Sayago estuvo, o no, incluida dentro de la provincia romana de Lusitania. Tras los recientes estudios realizados a partir de los testimonios onomásticos, se han identificado los límites étnicos y administrativos de los vetones, que hacen plausible alinear a Sayago dentro de la provincia romana de Lusitania. Dicha provincia tendría el inicio de su frontera norte en la desembocadura del Duero, continuaría a contracorriente por el cauce de este río hasta la confluencia con el Esla –cauce que separaría astures del norte de los lusitanos del sur–, para posteriormente descender hacia la rivera de Sobradillo por Peñausende hasta enlazar con el arroyo de la Ribera y el Teso Santo, para desde ahí continuar por la ribera de Izcala y el arroyo Carralafuente hasta Castillejo –tramo en dirección sudeste que separaría los vetones, al oeste, y vacceos, al este–.
La romanización se hizo efectiva en la creación de diversos núcleos urbanos, como Fermoselle o Escuadro, y en la creación de una red básica de calzadas que unió estas poblaciones entre sí y a estas con el resto del territorio nacional a través de la Vía de la Plata a su paso por las cercanías de Peñausende, lo que potenció en la zona la comunicación, el comercio y el movimiento de la ganadería.
Por otra parte, Sabaria ha sido identificada repetidas veces con la actual Peñausende de la provincia de Zamora, situándola en el camino de 632 millas que comunicaba Mérida con Caesaraugusta, y concretamente entre las localidades de Salmanticae (Elmandica, Salmantica, Salamanca) y Ocelo Duri (Zamora).

### SigloXIII
Las fuentes escritas con referencias a Sayago, son relativamente tardías, las primeras de comienzos del siglo XIII. En 1205 aparece mencionado como Saliago, en una documentación de Alfonso IX, y como Sallago, en el Tumbo Blanco de Zamora, aunque seguramente ha de leerse esta última como Saliago. El proceso de consolidación de las propiedades del Cabildo de la Catedral de Zamora dejó nuevas menciones: Salagu (1216 y 1220, Tumbo Negro) –aunque seguramente deba leerse como Saiagu-, Saago (1250, 'carrera de Saago', esto es, 'camino de carros hacia Sayago') y Sayago (1256, Tumbo Blanco). Estas primeras menciones pudieron referirse a un concepto territorial más restringido que el comarcal actual y que con el tiempo fue creciendo junto con la influencia de la ciudad de Zamora.

### SigloXIV

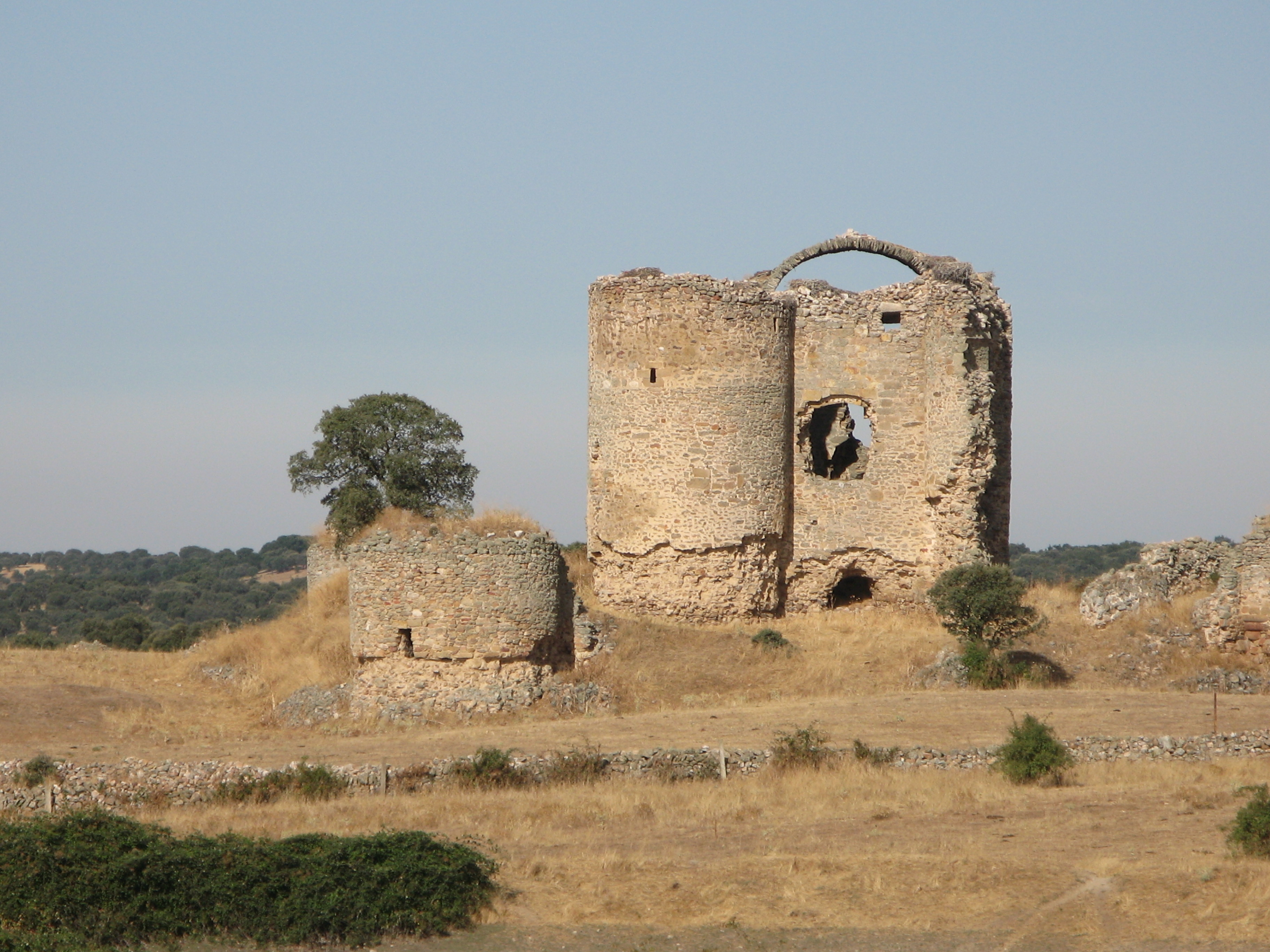
Castillo del Asmesnal, fortaleza de estilo gótico situada en la dehesa del mismo nombre, perteneciente al municipio sayagués de Alfaraz

La documentación correspondiente a repartimientos del siglo XIV de peones y bestias (1484), se refiere a la 'Tierra de Sayago' con un total de 1371 vecinos pecheros, mencionando la asignación que le corresponde a cada una de las poblaciones.

### SigloXVI
Como 'partido de Sayago' aparece en el censo de población de las provincias y partidos de la Corona de Castilla (1591), a diferencia de otras zamoranas que son mencionadas como 'tierra de' (Toro, el Vino y el Pan).

### SigloXVIII

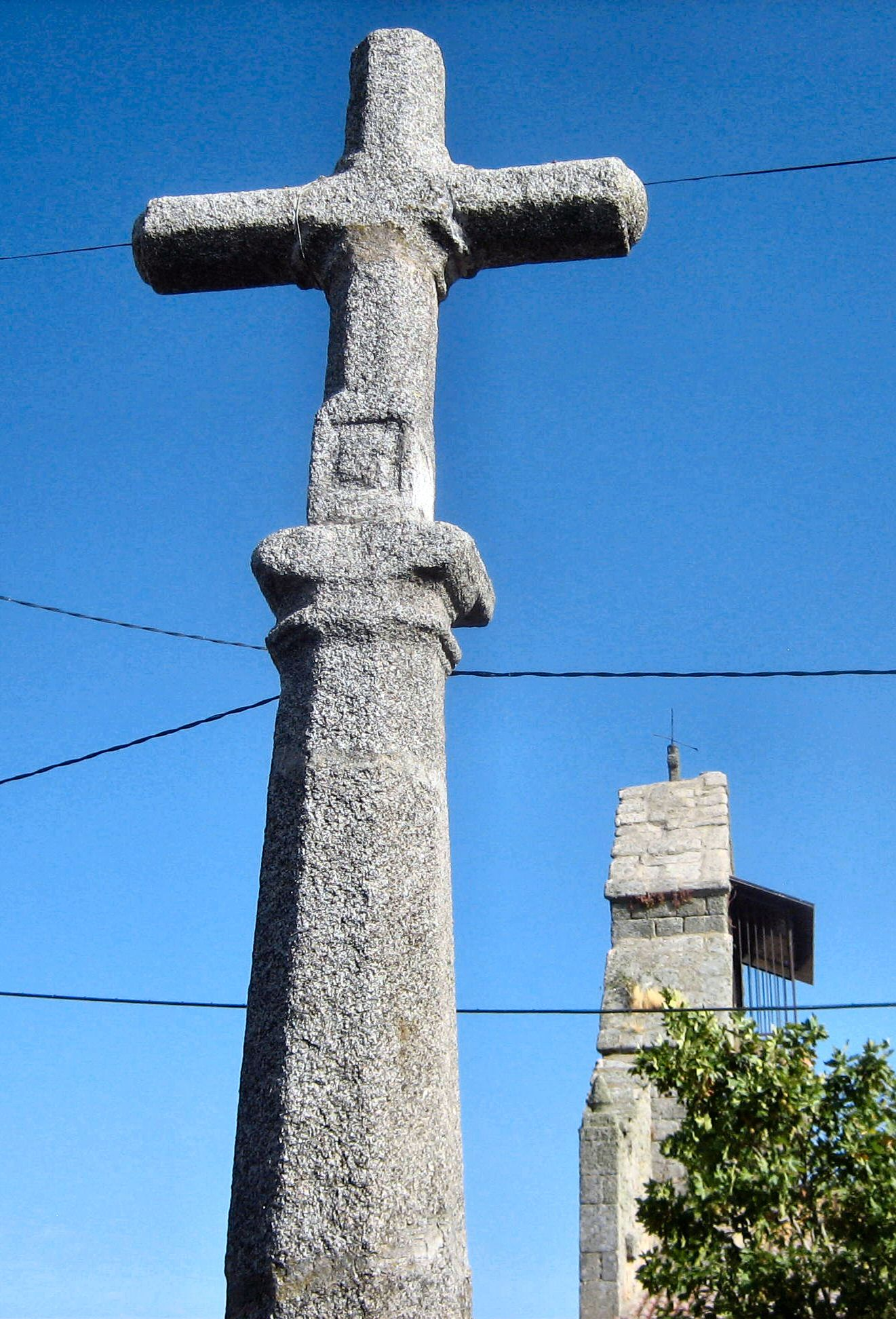
Crucero del situado frente a la iglesia de Villamor de la Ladre

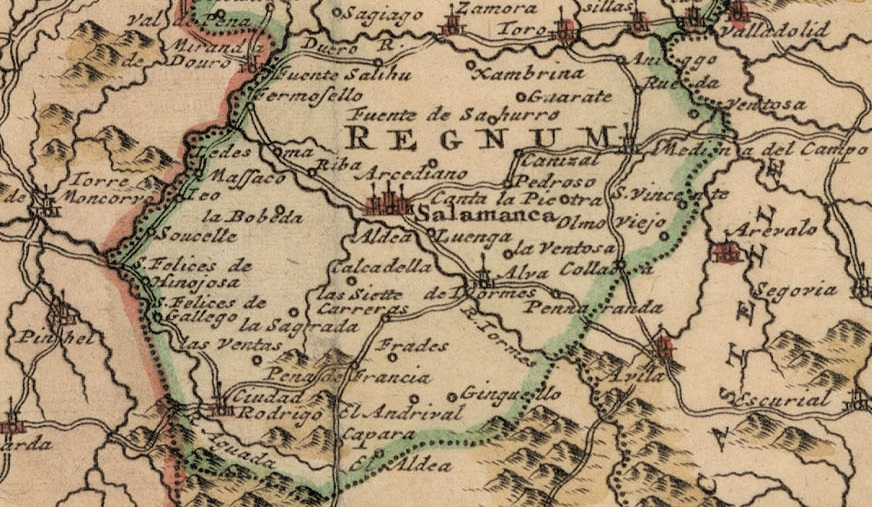
Detalle del mapa Nouvelle Carte d'Asturie, Galice et Leon, de principios del, donde se observa Sayago

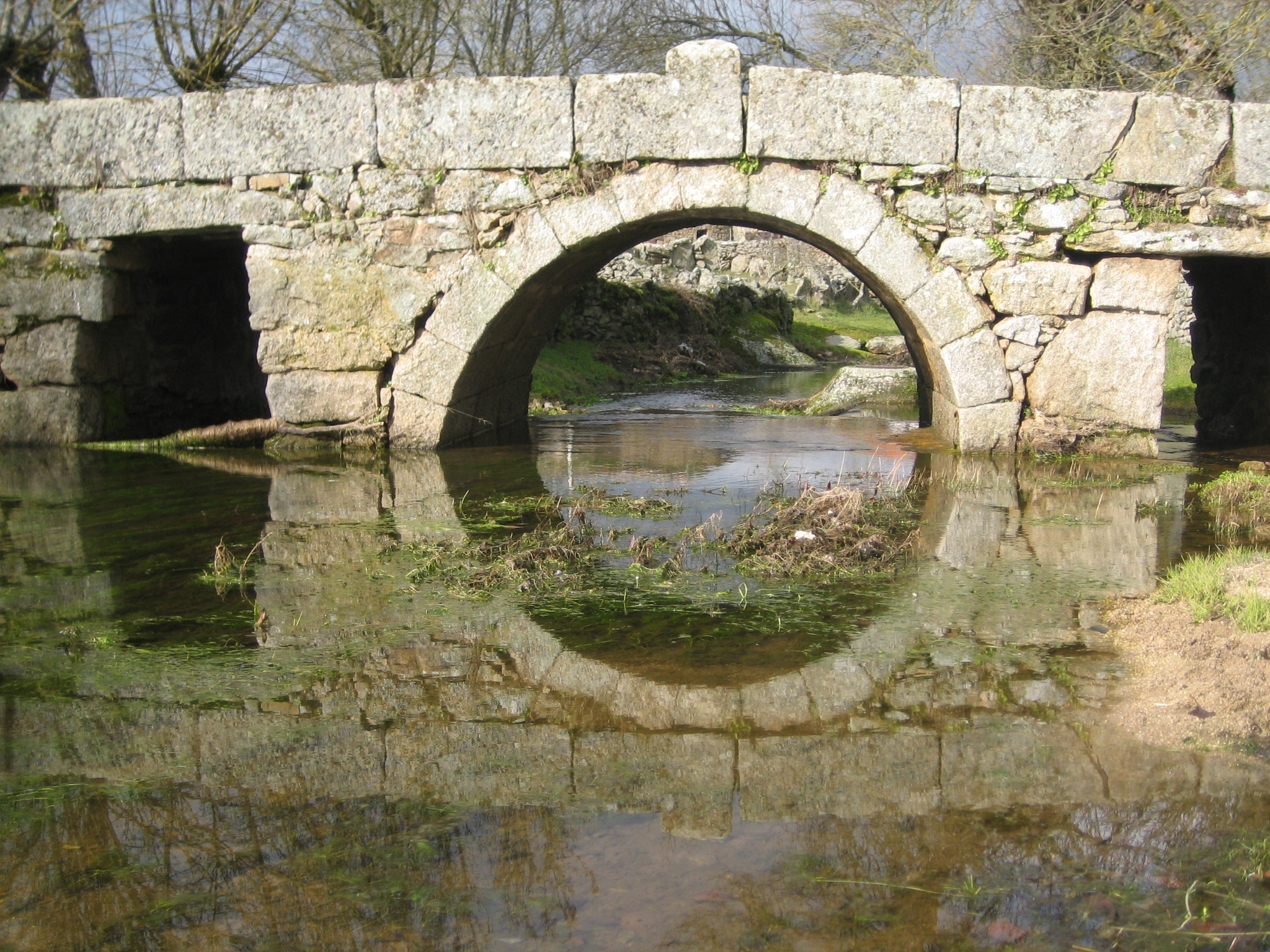
Puente romano de Tudera

También aparece mención en el Catastro de Ensenada (1752-1753), en el que aparecen citadas el conjunto de villas, lugares, dehesas y despoblados pertenecientes a Sayago.
El padrón de 1763 registra los lugares que conforman la comarca de Tierra de Sayago, mencionando a Abelón, Alfaraz, Almeida, Argañín, Argusino, Badilla, Bermillo de Sayago, Cabañas de Sayago, Carbellino, Carrascal, Cernecina, Cozcurrita, Las Enillas, Escuadro, Fadón, Fariza, Figueruela de Sayago, Formariz, Fresnedillo, Fresno de Sayago, Gamones, Gáname, Luelmo, Malillos, Los Maniles, Mamoles, Mayalde, Mogatar, Monumenta, Moral de Sayago, Moralina, Muga de Sayago, Moraleja de Sayago, Palazuelo de Sayago, Pasariegos, Peñausende, Pereruela, Piñuel, Roelos, Salce, San Román del Valle, Sobradillo de Palomares, Sogo, Tamame, Torrefrades, La Tuda, Tudera, Villadepera, Villar del Buey Villardiegua de la Ribera, Villamor de Cadozos, Villamor de la Ladre, Viñuela de Sayago y Zafara.
El geógrafo Tomás López nos ofrece una descripción detallada del territorio sayagués de finales del siglo XVIII, en el que se indica que el partido consta de:
- Siete villas: Fermoselle, San Román de los Infantes, Mayalde, Peñausende, Moraleja, Santarén y Azmesnal.

- Cincuenta y cuatro lugares: Escuadro Villamor de Cadozos, Piñuel, Arcillo, Cernecina, Mogatar y Los Maniles, Sogo, Carrascal, Fadón, Tamame, Las Enillas, La Tuda, Cabañas, Luelmo, Moralina, Fresnadillo, Zafara, Argañin, Muga, Monumenta, Cozcurrita, Argusino, Formariz, Palazuelo, Fariza, Pasariegos, Villar del Buey, Villamaor de la Ladre, Gamones, Alfaraz, Badilla, Torregamones, Fresno, Mámoles, Salce, Moral, Bermillo, Tudera, Villadepera, Viñuela, Torrefrades, Figueruela, Almeida, Pereruela, Abelón, Gáname, Carbellino, Roelos, Sobradillo de Palomares, Malillos, Villardiegua de la Ribera, Fornillos, Cibanal y Pinilla.

- Cuarenta y siete dehesas: Macadina, Cadozos, Carbellino, Villoria, Paredes, San Pablo de la Cetre, Puercas, Banafiel, Las Chanas, San Mamed, Congosta, Furnias, Mezquitilla, Barbadillo, Casillina, La Carba, Llamas de Ayuso, Sesmil, San Julián, Fresneda, Villardiegua del Sierro, Las Vegas, Trabanquina, Cuartico, Sobradillo de las Garzas, Albañeza, Fernandiel, Fadoncino, Sn Juan de Becerril, Macada del Sierro, Macada del Hoyo, Soguino, Requejo, Sacedillo, Villanueva la Malasentada, Pelazas, Campean, Alcamín Alto, Alcamín Bajo, Judíez, Viñuela, Fontanillas, Valdegarcía, Estacas, Villardiegua del Nalso, Castro Terreño y Serna y Bárate.

- Tres despoblados: Corporales, Amor y Torre el Mut.

El límite comarcal de Sayago es claro por el norte y noroeste, al ser trazado por el río Duero. Por el este, lindando con la Tierra del Vino, hay una frontera ondulante que arranca de la propia ciudad de Zamora. Esta línea incluye Alcamin Alto y Bajo, excluye Tardobispo, incorpora Amor, excluye El Perdigón, y después sigue estrictamente la ribera de Campeán hasta llegar a Cabañas, que es incorporado a Sayago como un pequeño embolsamiento. Desde esta última, la línea gira para incluir a Mayalde, excluyendo de Sayago a Villagarcía de los Pinos. Hay un entrante perteneciente a la provincia de Salamanca (La Sagrada) que coincide con las estribaciones del Teso Santo. A partir de este punto, la frontera se dirige hacia el sur para incluir en Sayago a Santarem, Moralejay continuar por el Asmesnal hasta tocar con el Tormes en Estacas. Posteriormente sigue el curso de este último río, aguas abajo, hasta su desembocadura en el Duero.
Los posteriores censos marcan un territorio sayagués similar al actual, con la única diferencia de que algunos topónimos desaparecen al pasar a ser despoblados y luego a la toponimia menor. Un ejemplo de esta evolución, puede ser el de Torremut. Además, las desamortizaciones decimonónicas también dejaron su huella por la absorción de algunos lugares dentro de realengos anejos.
El antiguo partido de Sayago perteneció a la jurisdicción de la ciudad de Zamora, y se dividía en cuatro cuadrillas ( Pereruela, Almeida, Bermillo y Luelmo), cada una representada por un cuadrillero y el procurador general de todo el partido.
Representantes de los lugares que formaron parte del partido se reunían todos los años el día 27 de diciembre en Torrefrades para elegir procurador y cuadrilleros.
No todas las localidades del partido de Sayago pertenecieron a la jurisdicción de la ciudad de Zamora, pues algunas como Fermoselle tenían su propia jurisdicción compuesta por  las aldeas de Pinilla de Fermoselle, Fornillos de Fermoselle y Cibanal.

### SigloXX
En el siglo XX son reseñables la creación de nuevos municipios por la escisión de otros existentes. Fue el caso de Cibanal y Figueruela que en 1926 se independizaron de Argusino y de Fresno, respectivamente. En 1927 Formariz se separó de Fornillos, y La Tuda con Las Enillas de Tardobispo. En 1928 Fadón de Ganame. Tras la Guerra Civil, esta tendencia se invirtió, generándose el proceso contrario de pérdida de independencia municipal de algunas localidades sayaguesas.

## Cultura

### Habla
El término sayagués, entendido como habla o idioma, es definido en el RAE como el «habla arrusticada que se finge dialecto leonés de la comarca de Sayago, utilizada por personajes villanescos en el teatro español de los siglos XV al XVII».
Históricamente, sin embargo, el sayagués o habla sayaguesa es una realidad sociolingüística, enclavada como dialecto dentro del leonés o habla romance vernácula que surgió en los territorios que actualmente ocupan las provincias españolas de León, Zamora y Salamanca.
Entre los autores que han mencionado en sus obras el sayagués, destaca Unamuno, que se refiere al mismo del siguiente modo:

Llevo algún tiempo recogiendo elementos para un estudio del habla popular, o mejor, de las hablas populares de la región salamanquina, y cuanto más material agavillo, más vasto me parece el que queda fuera de mi diligencia. Lo que en la historias de la literatura española se conoce con el nombre de dialecto sayagués, el lenguaje en que están escritas las farsas y églogas que a fines del siglo XV escribieron Lucas Fernández y Juan del Encina, el habla rústica del famoso Auto del Repelón, no es más que leve muestra de un dialecto que abortó aquí, y del que áun hay rastros. Queda más de él en Portugal, en lo que llama dialecto mirandés el señor Leite de Vasconcillos, conservador de la Biblioteca Nacional de Lisboa, que ha publicado dos fuertes volúmenes de Estudios de Philología Mirandesa.
…
Si Dios me da vida y salud, pienso dedicar a esta habla un estudio, y entonces se verá qué preciosos giros, qué briosas expresiones, qué dichos decideros –como aquí se dice-, qué característicos vocablos corren de boca en boca del pueblo, inadvertidos de los doctos, y qué luz tan viva puede arrojar este estudio sobre el conocimiento de nuestra lengua castellana literaria, esmirriada y encanijada por la vida de ciudad.

### Fiestas
La mayoría de las fiestas locales son celebradas durante los meses de verano, época de regreso de los naturales emigrados en los años 50 y 60 del siglo XX. De todas las celebraciones de la comarca, tres son las que alcanzan un mayor renombre:
- Romería de Nuestra Señora de Gracia: Es considerada la patrona de Sayago y es venerada en la ermita de Villamor de Cadozos. Su festividad es celebrada el domingo siguiente a San Marcos, congregándose allí gente de toda Sayago.

- Romería de los Viriatos o los Pendones de Fariza: Considerada como una de las procesiones de más rancia tradición y de las que existentes en Sayago. Se celebra el primer domingo de junio, consistiendo en una populosa procesión que traslada la imagen de la Virgen del Castillo desde la parroquia de Fariza hasta la ermita de la misma localidad. La comitiva es acompañada por los pendones de los ocho pueblos sayagueses que tradicionalmente han participado en la romería y que son montados en grandes mástiles que precisan de tres vientos para su avance equilibrado.

- Encierros de Fermoselle: Corresponden a las fiestas de San Agustín y se celebran durante las dos últimas semanas de agosto. En ellas se congrega a naturales y foráneos en torno a la fiesta del toro bravo, con los notables y tradicionales encierros y festejos taurinos.

### Traje charro sayagués
El traje femenino se compone de jubón, saya o manteo con faltriquera y delantal, pañoleta, denque, mantilla o mantón de Manila; camisa, pololos, enaguas y medias blancas con zapatos de lentejuelas. En los bordados se reproducen discos solares, elementos florales, aves exóticas, medias lunas, etc. El jubón y el manteo son las piezas con más esmerada decoración, principalmente a base de lentejuelas plateadas y doradas, azabaches, pedrería y botones de plata.
El traje masculino es mucho más austero y está formado por prendas como polainas, camisa blanca con puños bordados. El resto de prendas son de color negro, como el chaleco con doble fila de botones de plata, la chaquetilla de felpa, el sombrero y los zapatos.

## Economía

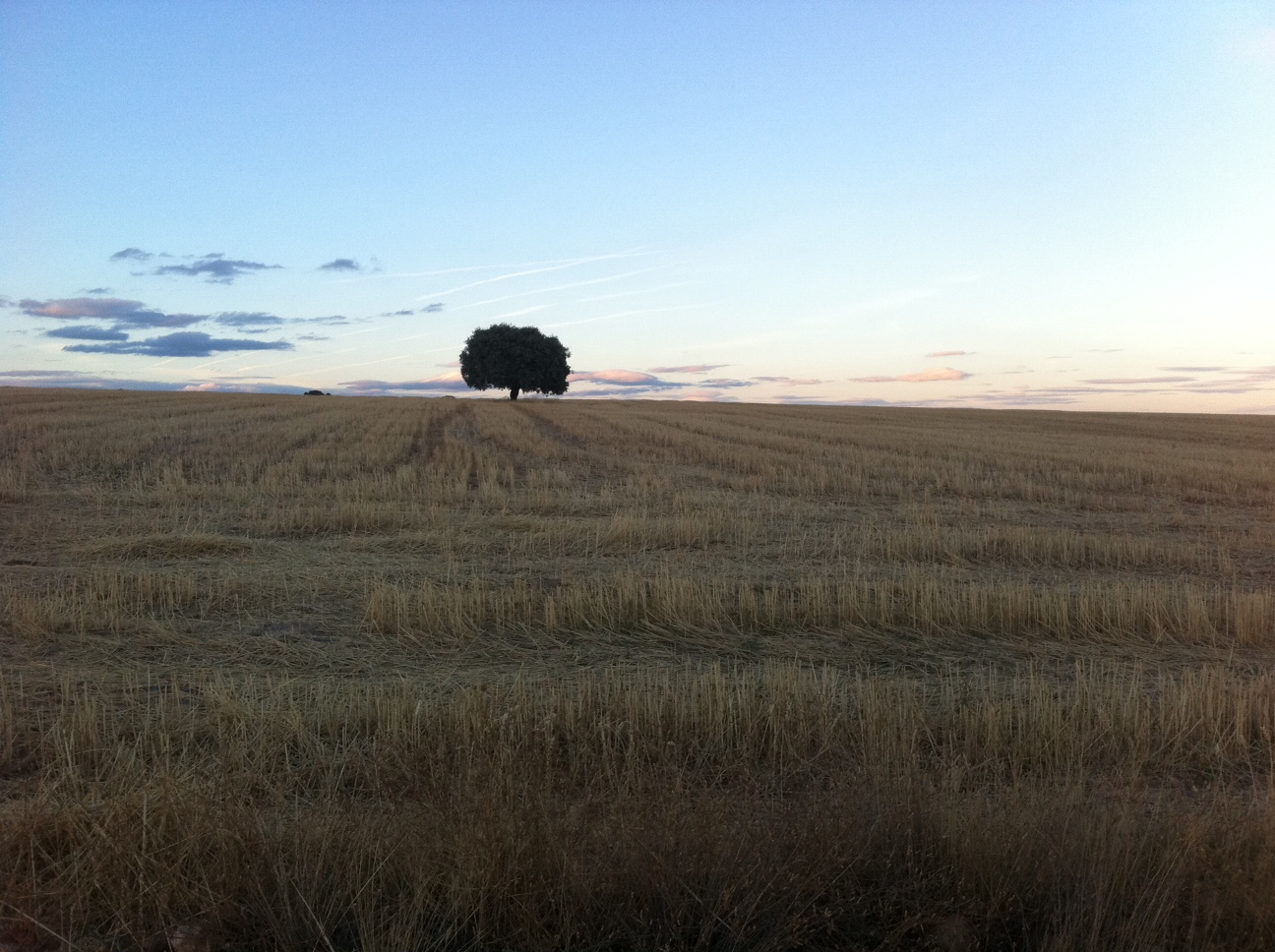
Rastrojo de cebada en Tamame

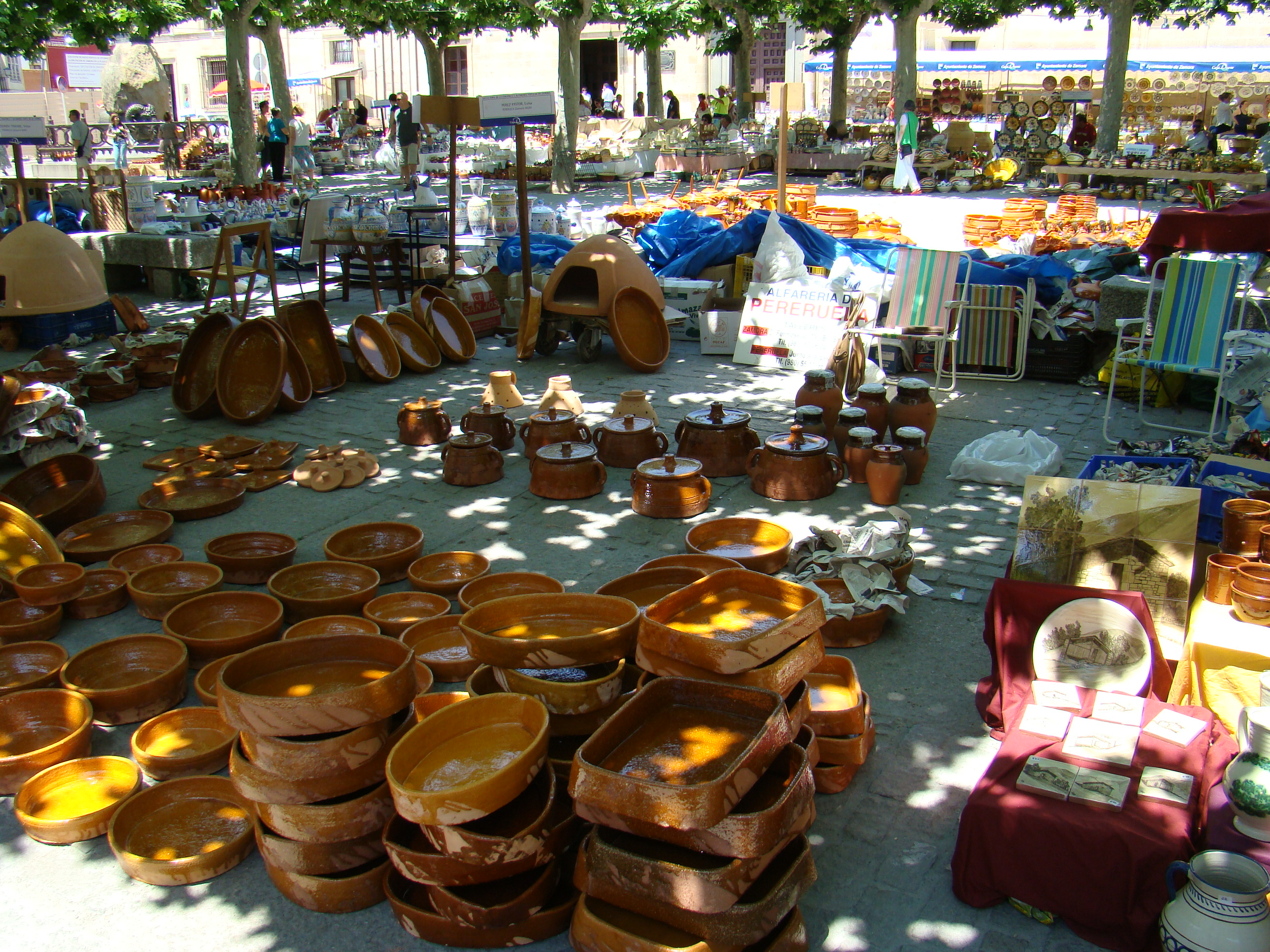
Puesto con cacharros de Pereruela, feria de la cerámica de Zamora 2008

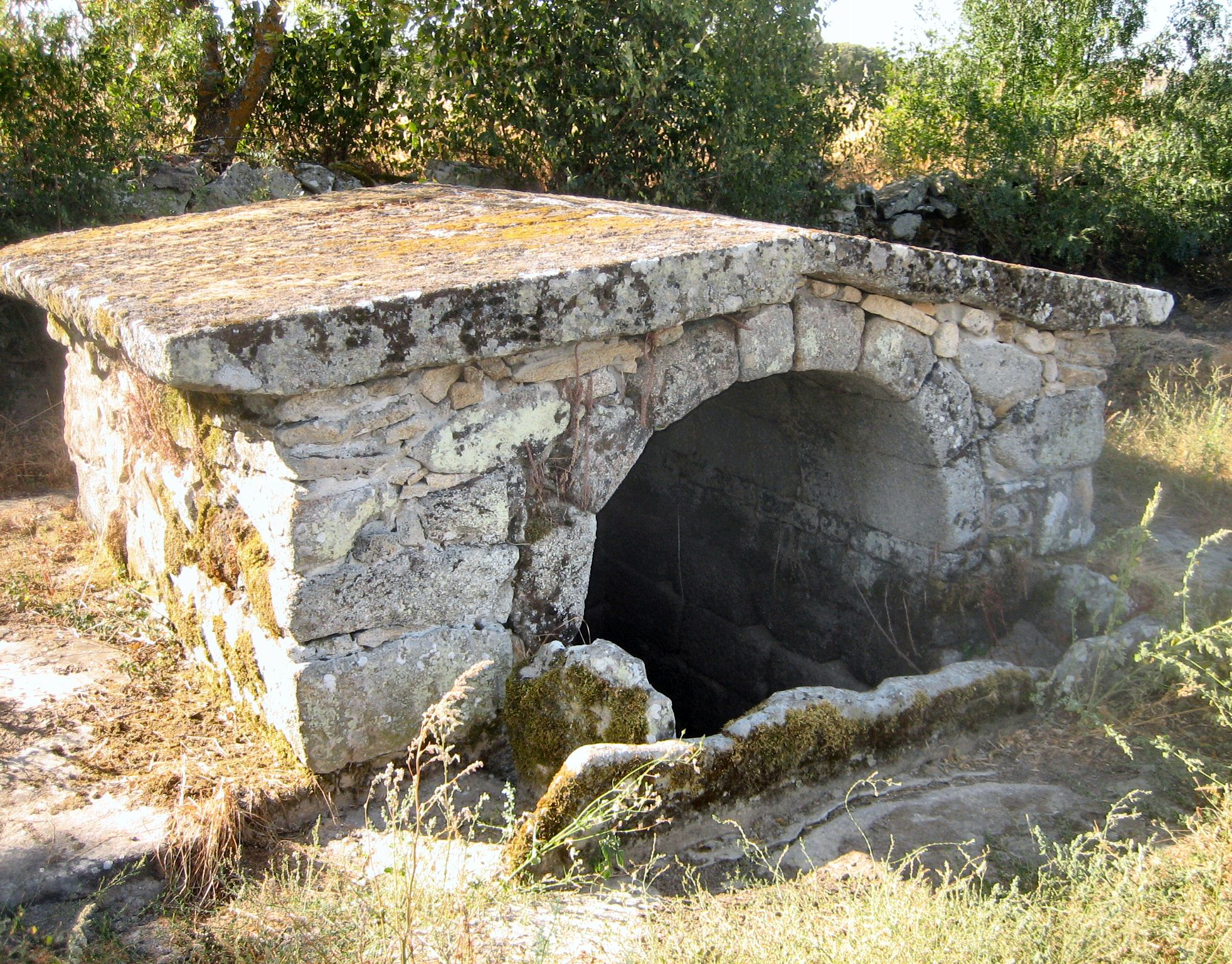
Fuente Concejo en Villamor de la Ladre, de origen romano

Sayago es fundamentalmente una comarca ganadera, con una agricultura principalmente cerealista y de apoyo o complemento a la primera.
En Pereruela pervive la tradición artesana de la alfarería, con productos internacionalmente conocidos como los hornos de barro, la cazuelas y otros recipientes de la cocina tradicional. Cibanal y Carbellino también fueron famosos por sus cacharros de barro aunque hace años que fallecieron sus últimas alfareras. En Carbellino aún quedan en pie los antiguos hornos donde se cocían los asadores de castañas, las vasijas, los cántaros y las fuentes que le dieron renombre en otras épocas. Renombre tienen también otros productos de la región como son los vinos de Fermoselle y Mámoles, los quesos de Fariza y el aceite de Fermoselle.
Otros productos, que también destacan por su calidad, son el pan, así como otros productos de la familia como el hornazo, el bollo maimón, el rebojo, la magdalena y, en general, todos los productos cárnicos derivados de la matanza, con especial referencia al embutido que, a pesar de no ser tan conocidos fuera de la comarca, son también de primera calidad.
Destaca la existencia de pequeñas industrias artesanales como las de Almeida, en las que se elabora y produce productos derivados del corcho, cerámica y telares.
En Tamame existe una mina de caolín que exporta sus diversos productos a varios países de la Unión Europea. En la comarca también hay varias empresas dedicadas a la extracción, corte y comercialización del abundante granito existente.
Más reciente es el desarrollo de la oferta de turismo rural en Sayago, especialmente en Fermoselle, Peñausende, Almeida y Bermillo que, junto con otras poblaciones, han visto crecer su plazas hoteleras y de restauración.

## Monumentos y lugares de interés
- Carbellino, en tiempos famoso por su tradición alfarera, aún conserva los restos de sus hornos y su tejar. En la iglesia de San Miguel pueden admirarse pinturas murales del siglo XVI, el retablo mayor, el palio, y el venerado Cristo de las Aguas, obra gótica del siglo XIII en madera policromada, de tamaño natural y que fue expuesto en una sala propia en la exposición de las Edades del Hombre celebrada en la Catedral de Ciudad Rodrigo. Es destino turístico por su patrimonio histórico, etnográfico y paisajístico. Entre sus singularidades, tiene acceso directo por carretera a las aguas del embalse de Almendra por lo que es visitado por amantes de la naturaleza, los deportes náuticos, la escalada y los pescadores.
- Fermoselle es una localidad sayaguesa situada junto a la desembocadura del Tormes en el Duero y junto a la frontera con Portugal. Debido a su emplazamiento junto a ambos ríos, ha sido denominada como El Balcón del Duero. Declarada Conjunto Histórico-Artístico, es especialmente famosa en su cormarca por sus bodegas de vino excavadas en la roca.
- Mámoles posee unas impresionantes vistas cercanas al parque natural de Arribes del Duero y que se extiende a todo lo largo de la frontera que entre España y Portugal delimita el río Duero. Desde aquí se accede a la ciudad portuguesa de Miranda do Douro que está al otro lado del río.
- Moralina destaca por su oferta turística, con el museo de la Tradición y el sendero botánico, este último con un recorrido de 2 kilómetros en el que sus ocho puntos muestran la flora del parque natural de Arribes del Duero.
- Peñausende se asienta en la ladera del Castillo, destacable formación de roca de granito, que tuvo importancia estratégica ya en las luchas de Viriato contra los Romanos y que albergó una de las principales fortalezas defensivas del Reino de León, durante siglos perteneciente a la Orden de Santiago. De El Castillo, aún se conservan restos de su muralla exterior, un aljibe o mazmorra y un arco de la entrada. El Castillo actualmente es uno de los privilegiados miradores de la comarca de Sayago, ya que en los días claros, desde su cima, se puede divisar con toda claridad la capital zamorana (a 26 km), la comarca sayaguesa, parte de la vecina Portugal y de los territorios que constituyen Aliste y Sanabria. De Peñausende también destaca su oferta turística de calidad, con iniciativas como la del CTR La Becera, del que destaca su cocina, y casas rurales como La Fragua y La Atalaya.
- Pereruela es un pequeño pueblo situado a unos 15 km de Zamora, en el que aún pervive la tradición alfarera que durante siglos le ha proporcionado renombre a nivel nacional.
- Torregamones ofrece en todo su esplendor el espectáculo natural de los Arribes del Duero y un rico patrimonio etnográfico como son los chiviteros donde los cabreros protegían a sus animales de las alimañas, la Ruta de los Molinos siguiendo una serie de construcciones en piedra a lo largo de la ribera de los Moriegos, el antiguo poblado de San Juan en la dehesa de la Veiga, un dolmen legado de las culturas prerromanas y un fuerte utilizado por Carlos III en sus luchas contra Portugal. De especial mención es su ermita de Nuestra Señora del Templo, cuyo nombre evoca la presencia de los caballeros templarios en estas tierras.

## Personas destacadas

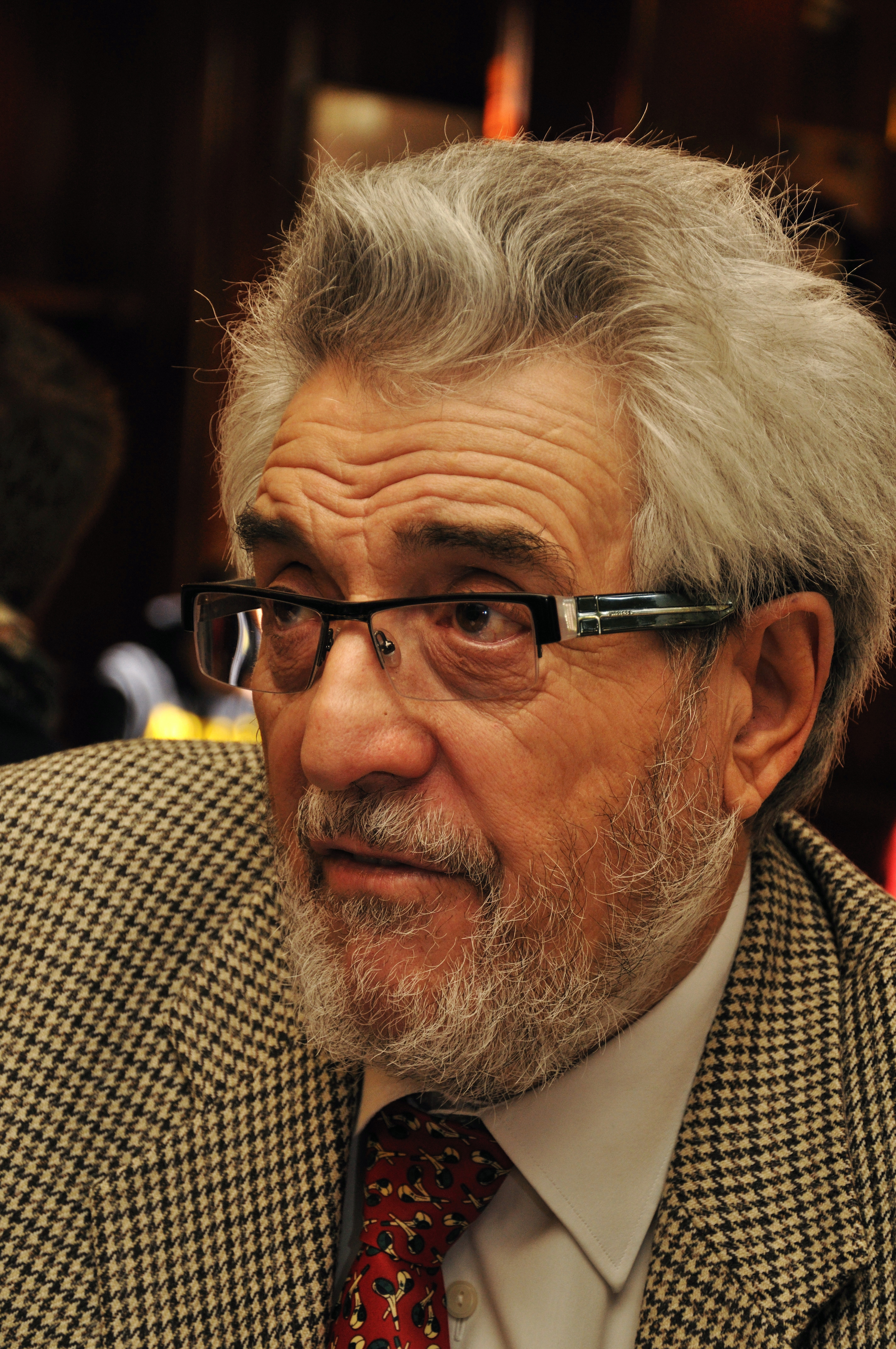
Amando de Miguel

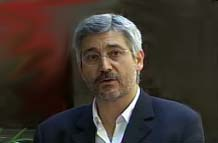
Antonio Robles

- Amando de Miguel (Pereruela, 1937), catedrático emérito de Sociología de la Universidad Complutense. Realizó estudios de postgrado en la Universidad de Columbia y ha sido profesor visitante en las de Yale y Florida y en El Colegio de México. Ha publicado más de 120 libros y miles de artículos. Ha sido galardonado con los premios de ensayo: Espasa (1988), Jovellanos (2001), Miguel Espinosa (2003), Premio de Cuentos Café El Pícaro (Toledo, 2004) y Premio Ensayo Breve de Sociología Fermín Caballero (Cuenca, 2007). Colaborador habitual en la emisora de radio Onda Cero (en el espacio presentado por el periodista Carlos Herrera), el periódico La Gaceta y el periódico digital Libertad Digital. Tertuliano habitual en otros medios. Es miembro del Consejo Económico y Social de la Comunidad de Madrid.
- Ángel Francisco Simón Piorno (Carbellino de Sayago, 1945), en 1991 fue nombrado obispo de Chachapoyas (Perú). En 1995 pasó a ser obispo diocesano de la diócesis de Cajamarca. En el año 2004, fue nombrado obispo de Chimbote, una importante ciudad peruana con más de 300.000 habitantes, por el Papa Juan Pablo II.
- Antonio Robles Almeida (Fermoselle, 9 de diciembre de 1954) político, licenciado en Filosofía y Ciencias de la Educación por la Universidad de Barcelona y en Ciencias de la Información por la Universidad Autónoma de Barcelona. Autor de varios libros y fundador de la Asociación por la Tolerancia, y de los partidos España, Constitución de Ciudadanos (1997) e Iniciativa No Nacionalista (2003), partido este último que se disolvió en septiembre de 2006 para integrarse en Ciudadanos-Partido de la Ciudadanía (Cs). Fue elegido secretario general del partido, cargo del que dimitió en mayo de 2007. Diputado desde 2006, deja el acta en 2009 por disconformidad con el pacto que hiciera su partido con la coalición ultra conservadora Libertas. Desde 2009 es militante de UPyD. Poco después fue elegido portavoz de UPyD, y posteriormente candidato a la presidencia de la Generalitad de Cataluña. Actualmente ha dejado la política activa.
- José Martín Barrigós (Almeida de Sayago, 1942), periodista y filólogo, premio nacional universitario de novela corta por su obra El segundo globo; el premio nacional Ademar de cuentos y el primer premio del certamen nacional de cuentos organizado por Diario Regional de Valladolid en colaboración con la Caja de Ahorros de Salamanca, por su obra Los Quintos. Bajo la dirección de Fernando Lázaro Carreter, participa en la redacción del Diccionario de Lengua Española para Estudiantes de Bachillerato que publica la editorial Anaya. Trabaja como Redactor Jefe de la revista Nuestra Ciudad y colabora en distintas publicaciones nacionales (Ya, ABC, Informaciones, La Gaceta Literaria, Ínsula, etc.).
- Julio Borrego Nieto (Moralina de Sayago, 1951), filólogo de la Universidad de Salamanca.
- Julio César Iglesias (Fermoselle, 1944), popular periodista, tanto de prensa escrita como de radio y televisión, ha estado siempre muy vinculado con el periodismo deportivo en diferentes diarios (El País, Marca, El Mundo). Ha sido locutor en Radio Nacional de España y la Cadena SER y presentador en TVE. Ha recibido dos Premios Ondas (en 1990 y 2005) y una Antena de Oro.
- Justo Alejo (Formariz, 1935 - Madrid, 1979) poeta de verso fácil con el que describió de manera magistral la tierra sayaguesa.
- Miguel Alejo Vicente, (Almeida de Sayago, 1950), funcionario del Ministerio de Educación, ha sido inspector de educación primero y luego director provincial en León. En 1995 fue candidato socialista a la alcaldía de León. Desde abril de 2004 hasta 2011 fue delegado del Gobierno en Castilla y León por el PSOE.
- Miguel Manzano Alonso (Villamor de Cadozos, 1934), músico, etnomusicólogo y ensayista, autor del Cancionero de folklore musical zamorano (1977). Es Premio Nacional de Folklore Agapito Marazuela (1998) y Premio Castilla y León de Conservación y Restauración del Patrimonio 2007, otorgado por la Junta de Castilla y León.
- Ramiro Ledesma Ramos (Alfaraz de Sayago, Zamora, 23 de mayo de 1905 - Aravaca, Madrid, 29 de octubre de 1936) fue novelista, periodista, ideólogo y fundador de las JONS, movimiento de carácter fascista conocido como nacional-sindicalismo.
- Ramón Manuel Carnero Felipe (Pereruela, 1954), entusiasta escritor y divulgador de la historia, gentes y tradiciones de Sayago.
- Manuel Gonzales (Fresnadillo o Cabañas de Sayago, 1913-1993), dibujante e ilustrador de Disney. Durante décadas se encargó del cómic dominical de Mickey Mouse en Estados Unidos. Uno de los artistas gráficos más importantes del siglo XX en España y Estados Unidos.

## Animales domésticos autóctonos
- Burro sayagués
- Vaca sayaguesa